# Túmuls de Bougon

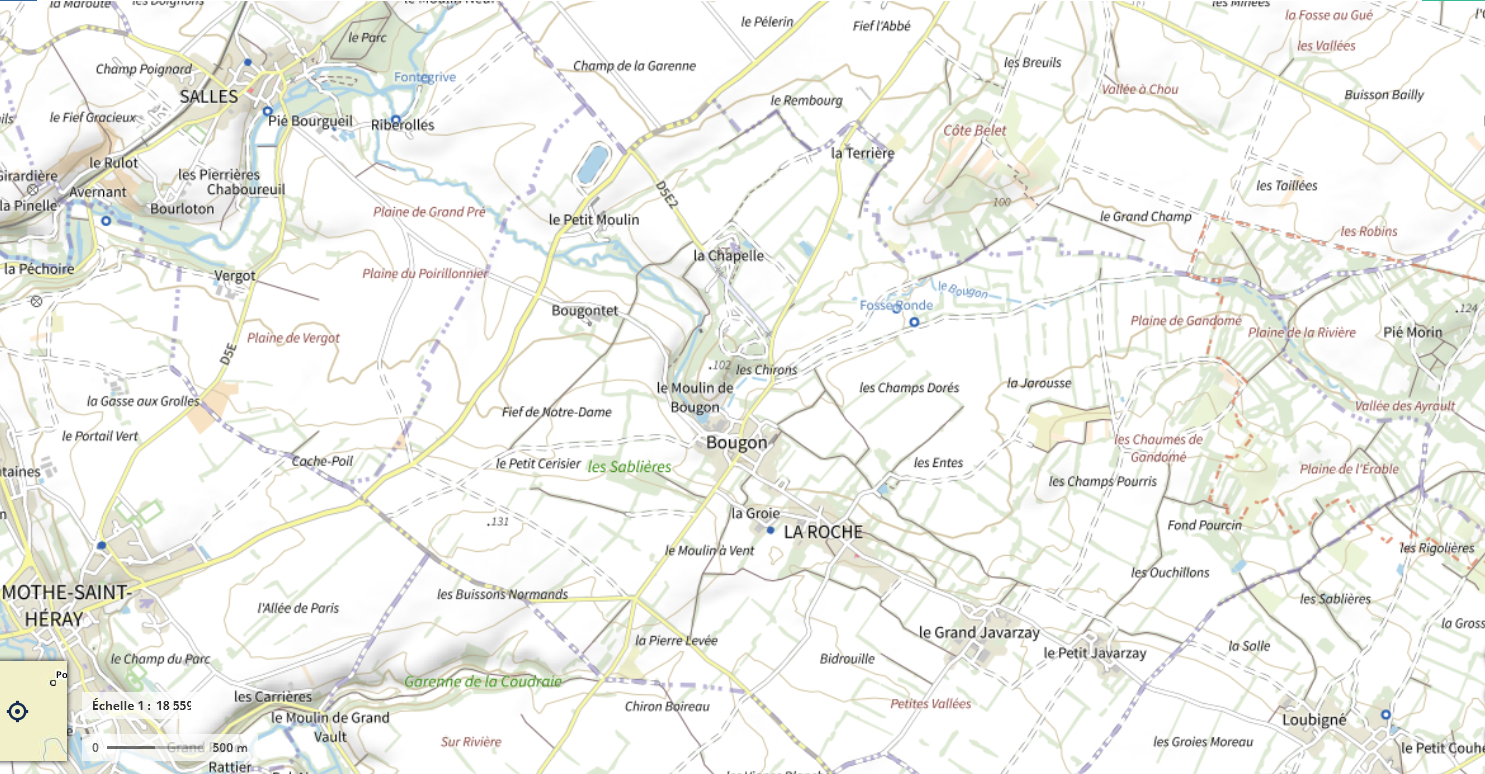
Mapa del jaciment dels túmuls, Les Chirons Bougon en geoportail.gouv.fr.

Els túmuls de Bougon són cinc túmuls que constitueixen una necròpolis neolítica a la comuna de Bougon, al departament de Deux-Sèvres. Els primers monuments són del començament del mil·lenni V abans de la nostra era; l'indret, però, estigué en ús fins a mitjans del mil·lenni III ae. El Consell Departamental de Deux-Sèvres va crear un Museu de Prehistòria, que acull col·leccions arqueològiques de les excavacions de l'àrea, dins del parc arqueològic del jaciment.

## Història d'un descobriment
Els túmuls, que encara no han estat reconeguts com a tals, apareixen en el cadastre napoleònic del 1819 al lloc anomenat els Quirons. El túmul anomenat Túmul C, es reparteix entre parcel·les veïnes; serveix de pastura de cabres i es cultiva a la part baixa. El 1840, Charles Arnault, acompanyat del Sr. Baugier i Ch. Sauzé, en començà una excavació des del cim del túmul més occidental (després anomenat Túmul A) en nom de la Societat d'Estadística, Ciències, Lletres i Arts del departament de Deux-Sèvres. Els informes d'aquesta excavació, els publicà Sauzé (el 1840 i el 1845) i Arnauld (il·lustracions de Baugier) el 1843.
L'impacte d'aquesta excavació és tal que la parcel·la que conté tots els edificis passarà a anomenar-se El Túmul al plànol cadastral. Ja l'any 1840, Chambardel i de Lambardiouze, membres de la Société des Antiquaires de l'Ouest, excavaren un túmul proper (més tard anomenat Túmul C).  També s'estudiaren l'extrem sud del Túmul E i l'angle nord-est del Túmul F. L'any 1841, el propietari del Túmul F, creient que hi trobaria un tresor, va cavar-ne els terraplens i enfonsà la taula de coberta del Dolmen F2. El 1845, Sauzé va reprendre l'excavació del Túmul C i va descobrir-ne el mur de parament i el petit dolmen. Entre el 1845 i el 1875, els treballadors de la carretera van obrir el Túmul C per recuperar els materials per a pavimentar la carretera.
Acceptada, doncs, la funció funerària del lloc, el Consell General de Deux-Sèvres va crear una Comissió dels túmuls de Bougon, que va publicar les seues conclusions el 1875, i va comprar-ne tots els solars corresponents entre el 1874 i el 1879. El solar està tancat i ara un conserge n'assegura el manteniment i la vigilància. El 1892, B. Ruptes publicà una Guia per a una visita als Túmuls de Bougon, en què els túmuls es designen amb les lletres A a F, que han conservat des de llavors.
La reputació dels túmuls de Bougon genera interés per l'exploració d'altres túmuls de l'àrea, a Salles i Pamproux en particular. En el catàleg il·lustrat de les col·leccions del Museu d'Arqueologia Nacional del 1921, Reinach cita dues vegades els objectes descoberts a Bougon. Després d'una visita al museu Pilori de Niort, Jean Arnal, impressionat per la riquesa de l'aixovar funerari de Bougon, publicà un article en la Revue archéologique l'any 1955 que va ajudar a cridar novament l'atenció sobre la importància del jaciment.
Els túmuls estan classificats com a monuments històrics des del 8 de febrer del 1960.
Les excavacions no se'n reprengueren fins a l'any 1968, de primer dirigides per Claude Burnez, i a partir del 1972 i fins al 1986 per Jean-Pierre Mohen.

## La necròpolis

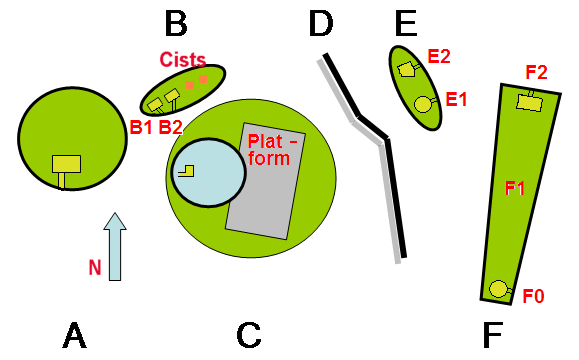
Plànol del túmul de Bougon

La necròpolis es va construir en un revolt del Bougon, sobre un altiplà de gres. Distribuïda en menys de dues hectàrees, té cinc túmuls que contenen vuit cambres sepulcrals i una sisena estructura, el túmul D, atípic i enigmàtic, que separa la necròpolis en dues parts.
Aquesta bipartició de la necròpolis també es reflecteix en l'arquitectura: a l'est, els passadissos dels dòlmens E i F s'orienten a l'est o al nord mentre que a la part occidental, els passadissos dels dòlmens A, B i C miren cap al sud o a l'est. Podria correspondre a dos pobles diferents que es van desafiar creant túmuls monumentals.

### El túmul A
Té 40 m de diàmetre, i està envoltat per tres parets concèntriques de pedra seca. La cambra funerària fa 7,80 m  de llargada per 5 m d'ample i 2,25 m  d'alçada. Es cobreix amb una sola taula, d'un gruix aproximat d'1 m i el pes de la qual es calcula en 90 tones, recolzada sobre pilars disposats obliquament (15°), en posició de contrafort, que permeten una millor distribució de la càrrega.
Tots els pilars, tret de dos, han conservat a la part superior pedretes per a falcar la llosa de coberta. Al bel mig de la cambra es van aixecar dos pilars, per dividir-la en dos compartiments. La cantonada del pilar sud-est de la primera subcambra té un sagnat identificat com "una finestra" per Burnez. Segons Roger Joussaume, es tracta d'un dolmen de tipus de la Charente amb característiques dels dòlmens angevins.
El pilar central té un gravat fi, interpretat com una representació d'un ocell, reconegut l'any 1840, l'estil del qual, però, no sembla pas del Neolític; el seu material de pedra calcària té fòssils d'ammonits visibles al centre.
La sala s'obre per un llarg corredor de 9 m  de orientat en un eix nord-oest/sud-est. Les parets del passadís tenen, a prop de l'entrada a la sala, 2,50 m de llarg, i dos ortòstats a cada costat; la resta de murs són de pedra seca. El passadís va ser descobert l'any 1979 acuradament emplenat amb pedres planes fins a la paret exterior, amb aquesta disposició probablement destinada a amagar l'accés a la sala.

Túmul A
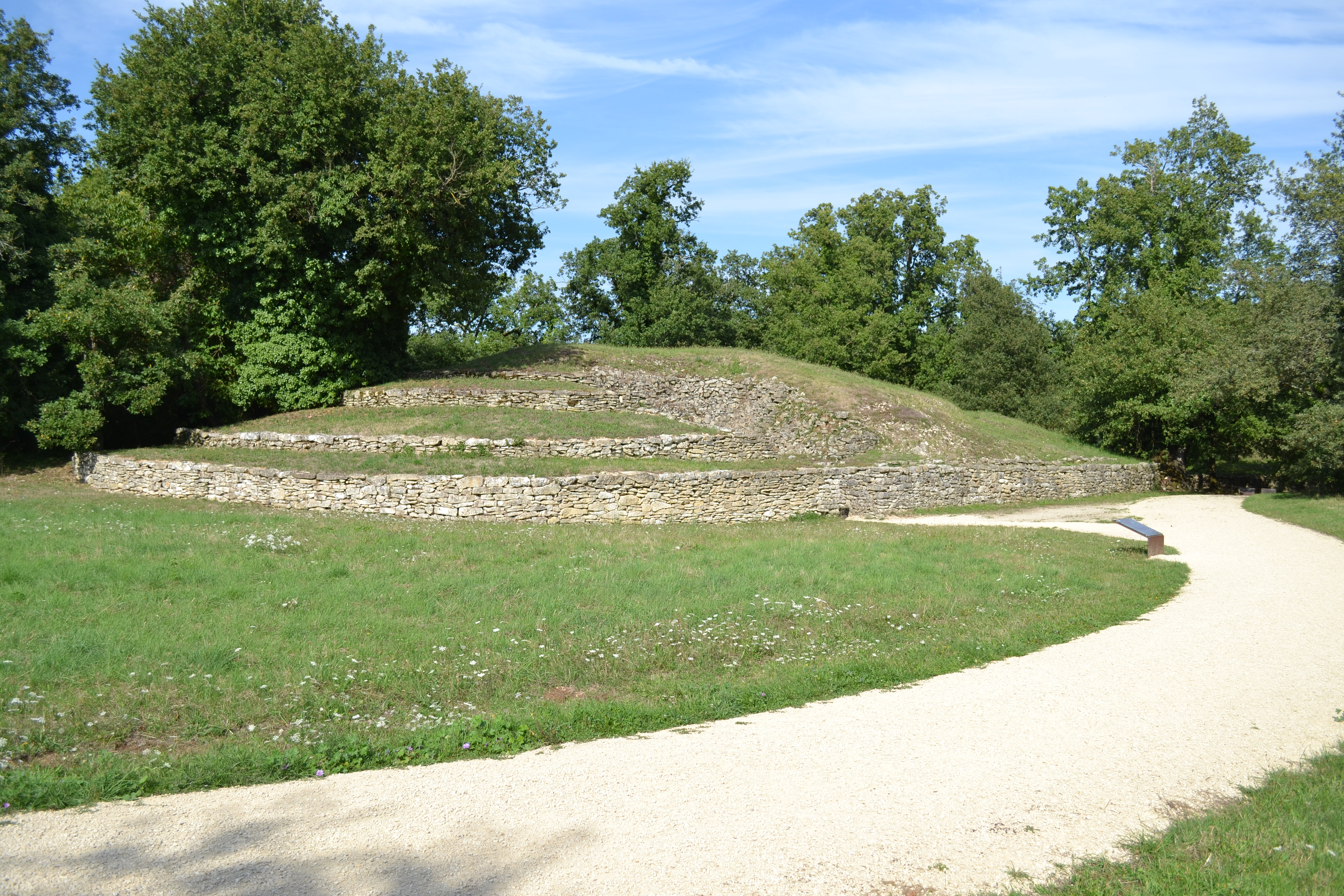
Exterior, vista de l'oest
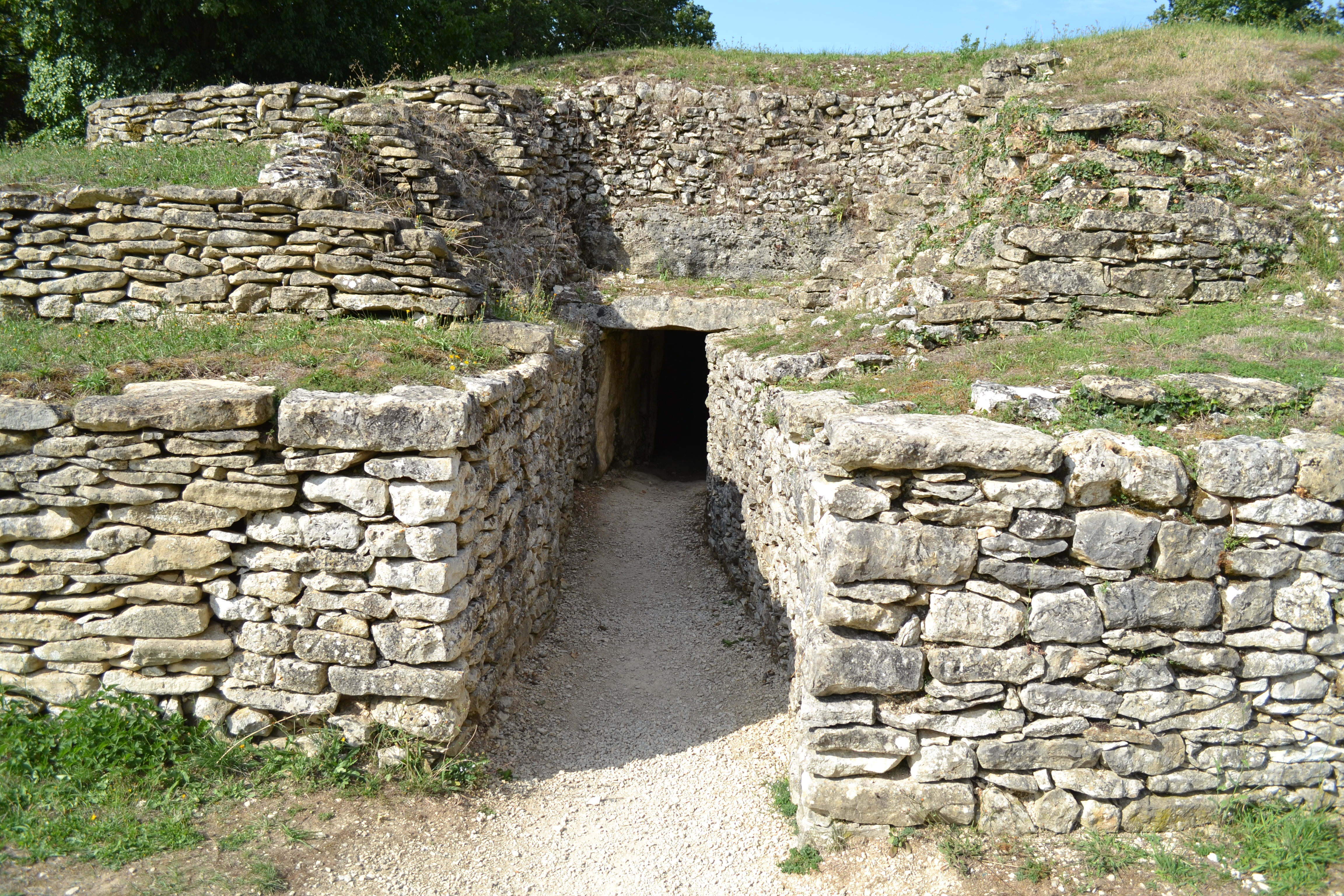
Passadís que duia a la cambra. La vora de la taula de coberta (llosa grisa) és visible al centre de la foto
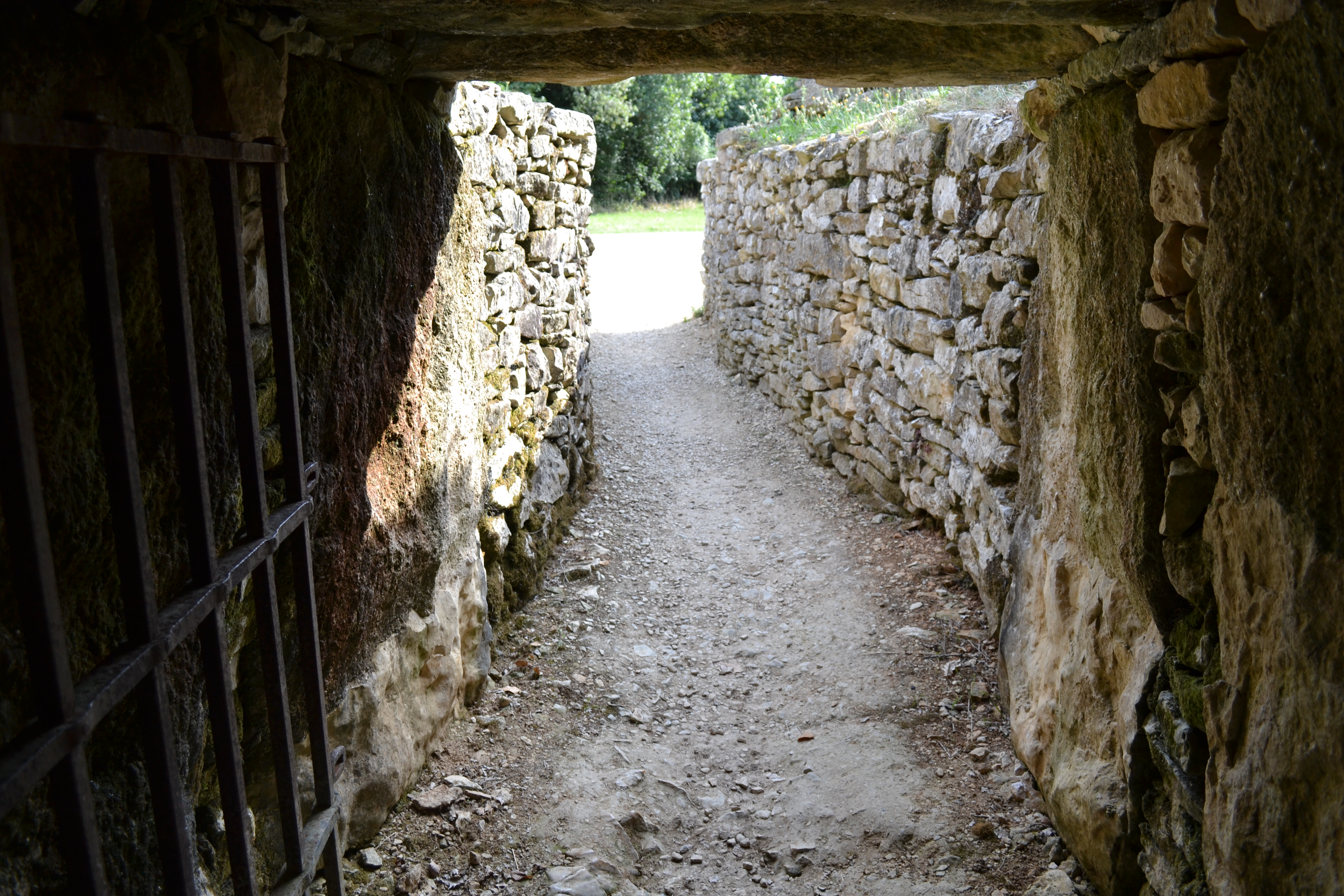
Accés a la cambra: ortòstats a banda i banda del passadís
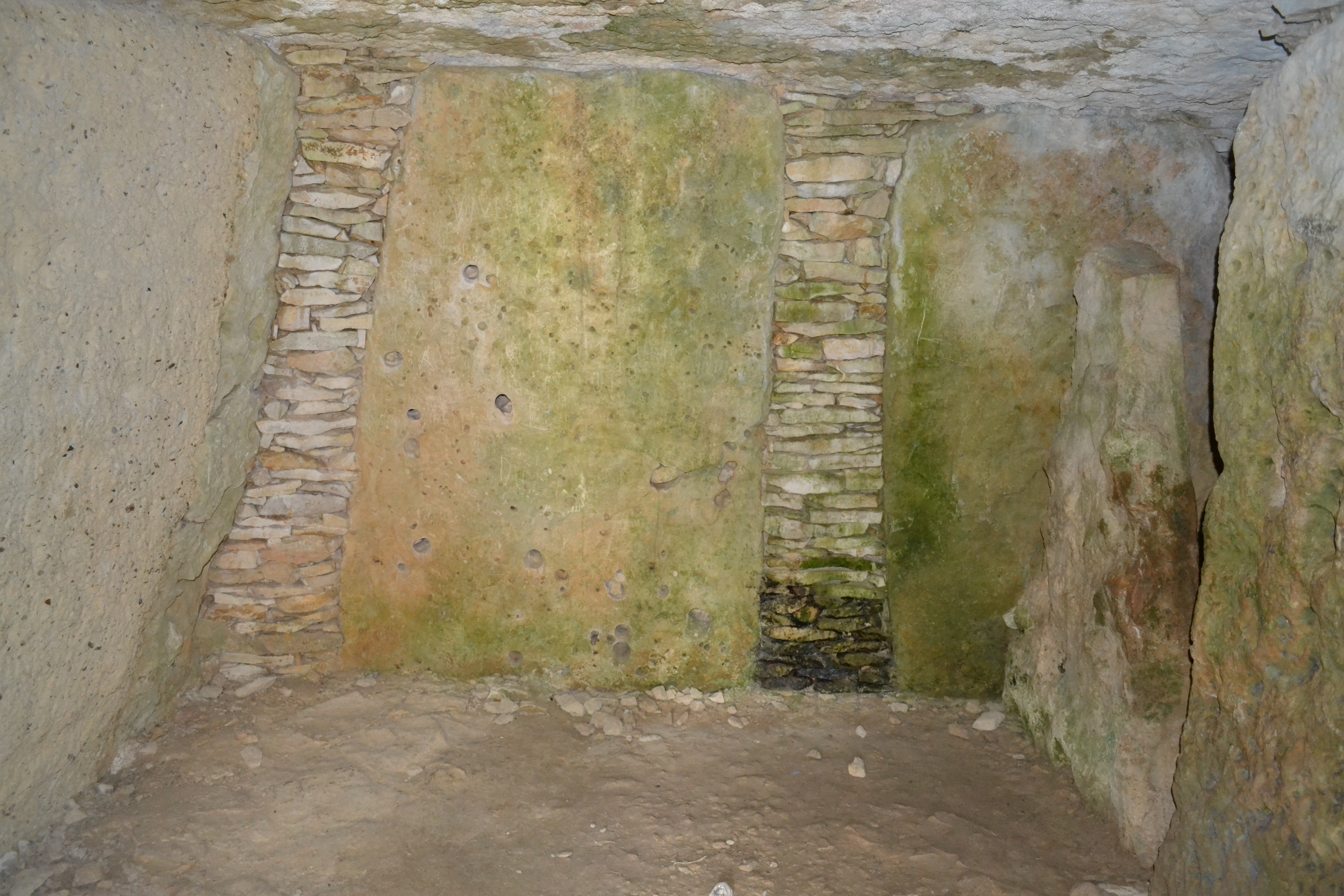
Interior de la sala, primer compartiment: pilar en posició obliqua a l'esquerra, pilars centrals a la dreta
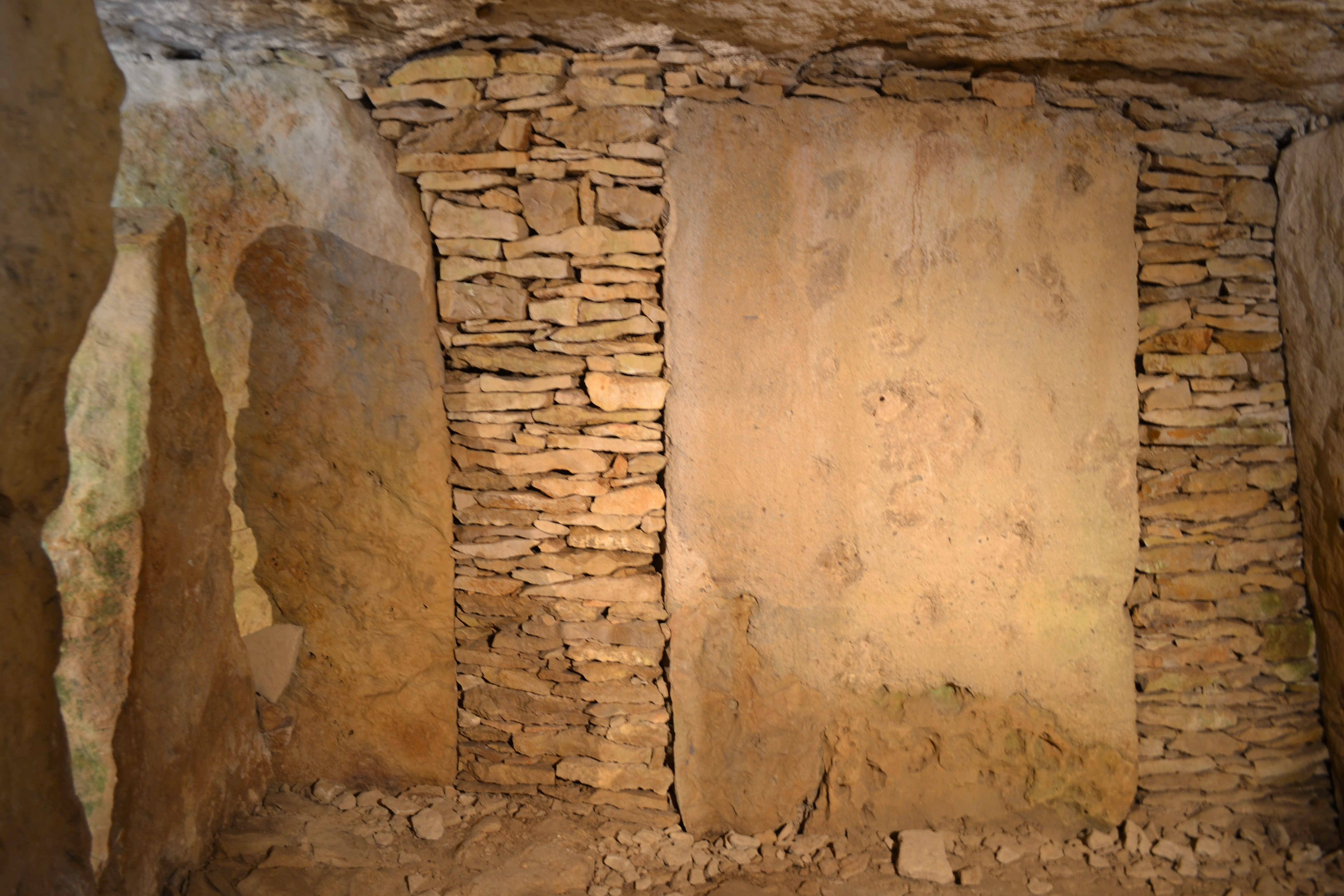
Interior de la cambra, segon compartiment: pilars centrals a l'esquerra

Segons Sauzé, la cambra tenia tres capes arqueològiques, separades per un pis de pedra. La primera capa contenia esquelets humans i aixovar funerari. Estava compost per humus i restes òssies. La tercera capa estava en contacte directe amb el terreny rocós. Sauzé calcula que les restes òssies corresponen a 200 esquelets. Un dels cranis mostrava rastres d'una doble trepanació que s'havia curat. Un esquelet de gos acompanyava el d'un xiquet. La ceràmica constava de “vasos de suport» molt completa i conservada, amb el fons pla o redó, decorat i amb fragments corresponents a ceràmica datada del Neolític mitjà (Chasséen). La resta del material arqueològic trobat inclou dues destrals de sílex parcialment polides, un pic de roca dura, estris de sílex (serra, fulla, escates), eines d'ossos (pinces, tisores) i adorns (petxines perforades, perles de nacre,  os perforat, ullal de llop perforat, un eriçó de mar fòssil). L'excavació del 1978 va permetre recollir part de la tercera capa arqueològica, la més antiga, que conservava restes d'aixovar confirmant un ús de la sala en el neolític mitjà.

### El Túmul B
Es tracta d'un terraplé llarg (35 m), de 8 m  d'amplada i 0,80 m d'alçada, orientat est-oest, i es va descobrir com a túmul al 1978. Al sud té una façana rectilínia formada per un parament de dues o tres filades de pedres mentre que el costat nord del túmul és un simple munt de pedres. A l'est, la part superior del dic conté dues estructures a uns dos metres de distància, semblants a cofres però sense cap moble, a part de dos sílexs tallats. A la part occidental, el túmul conté dos dòlmens anomenats B1 i B2. 
El Dolmen B1 és una cambra rectangular de 2 m de llarg per 1,50 m d'ample tota delimitada per ortòstats. La sala és accessible per un passadís de 2,20 m, orientat nord-sud, desplaçat cap a l'oest, tot formant una "P». La llosa de ponent presenta una decoració tallada en forma de ganxo. L'excavació del Dolmen B1 va arrossegar molt de material arqueològic format per perles de variscita, agulles d'os, destrals de sil·limanita, bocins de gerros del Neolític mitjà, fragments de ceràmica estriada datats del Peu-Richard i una punta de fletxa de sílex amb aletes i peduncles característics el neolític final.

Tumul B
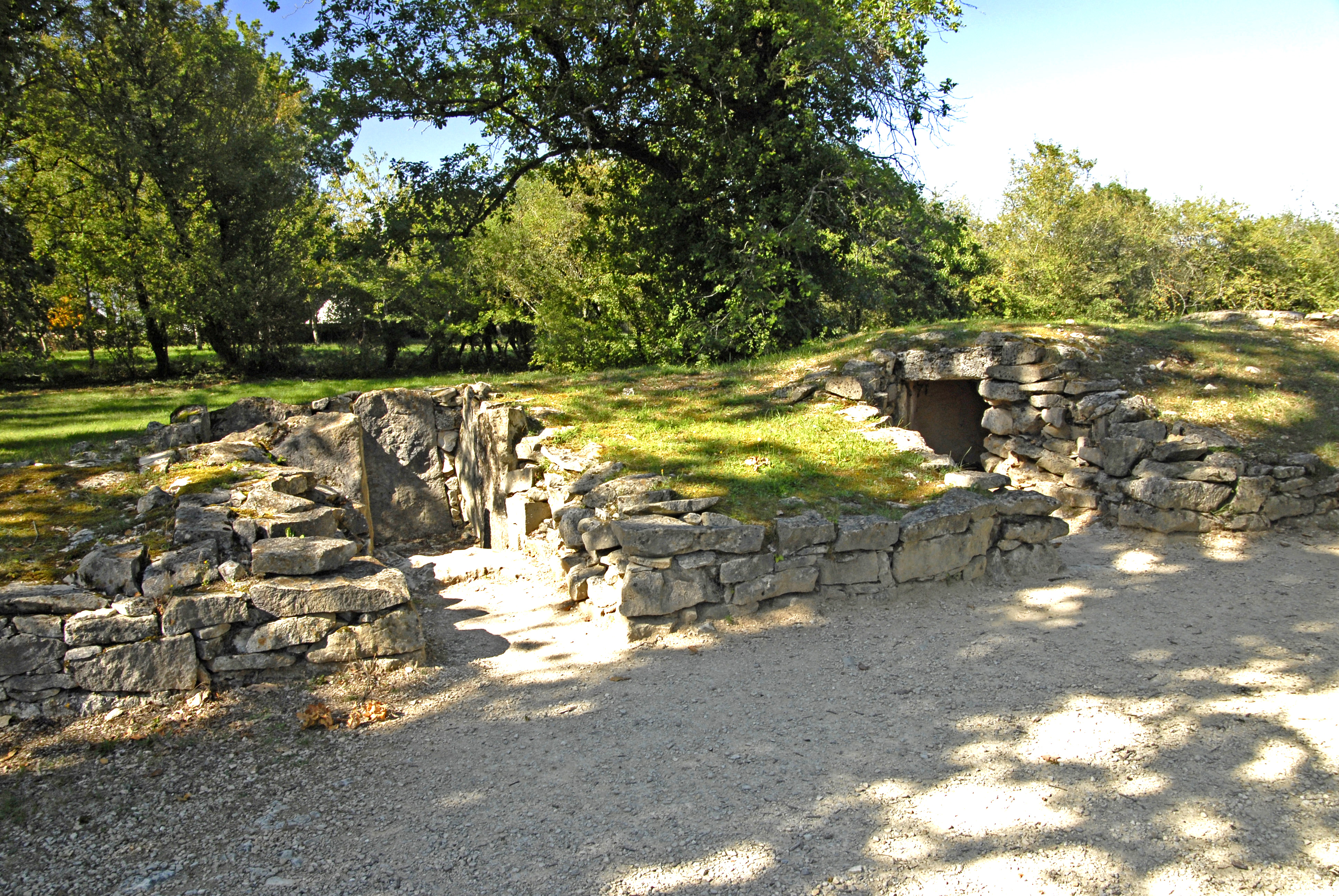
Dolmen B2 a l'esquerra i dolmen B1 a la dreta
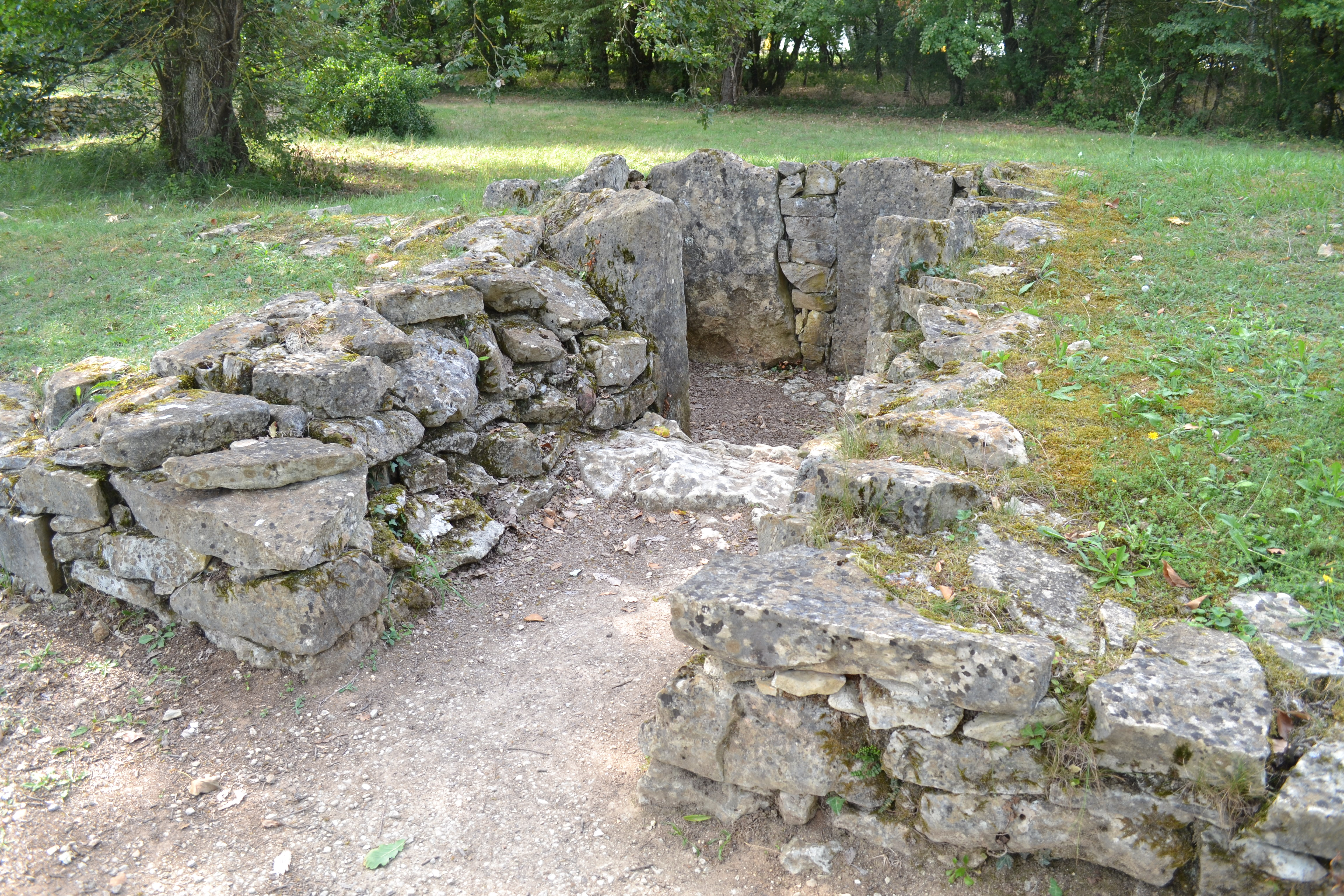
Dolmen B2
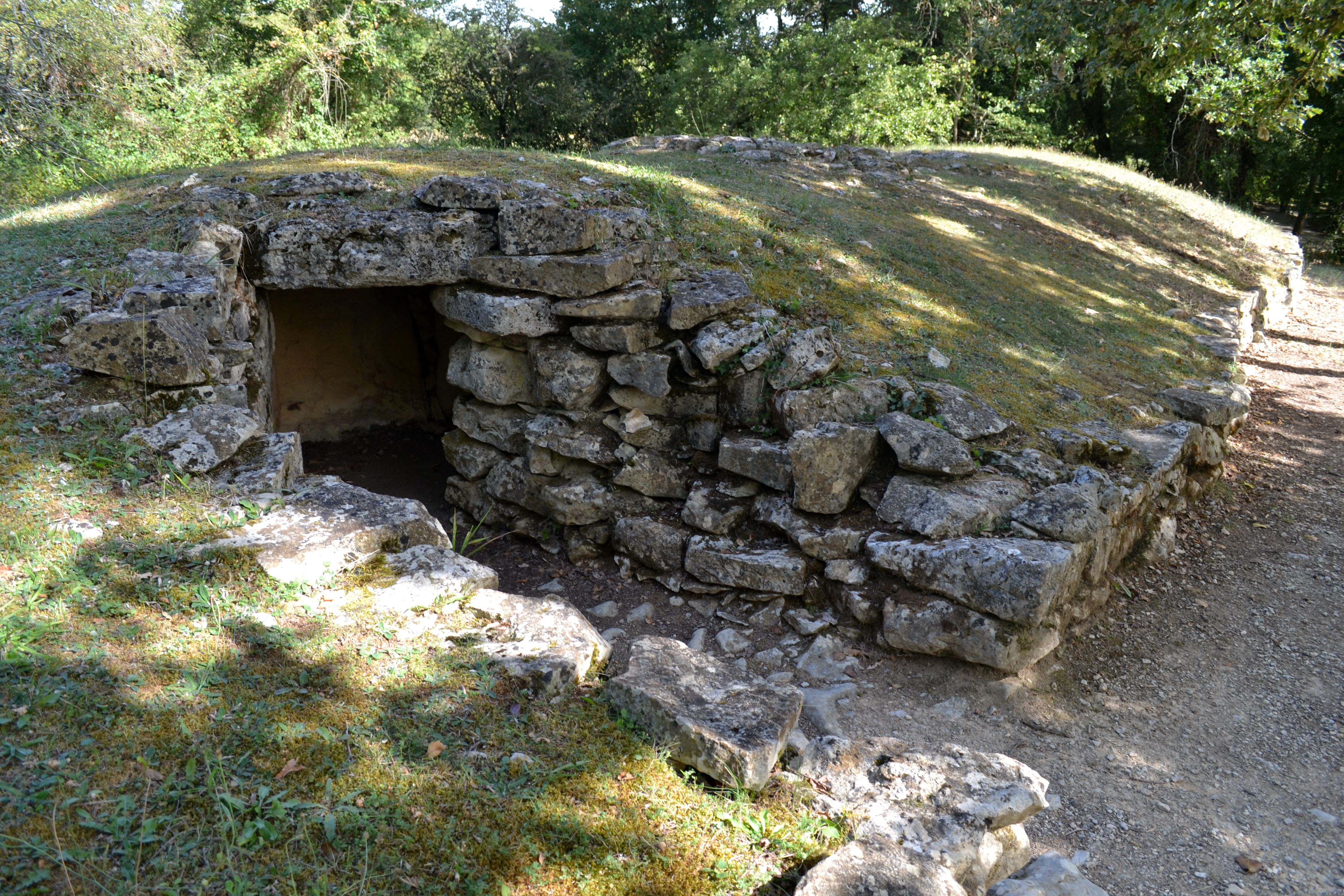
Dolmen B1
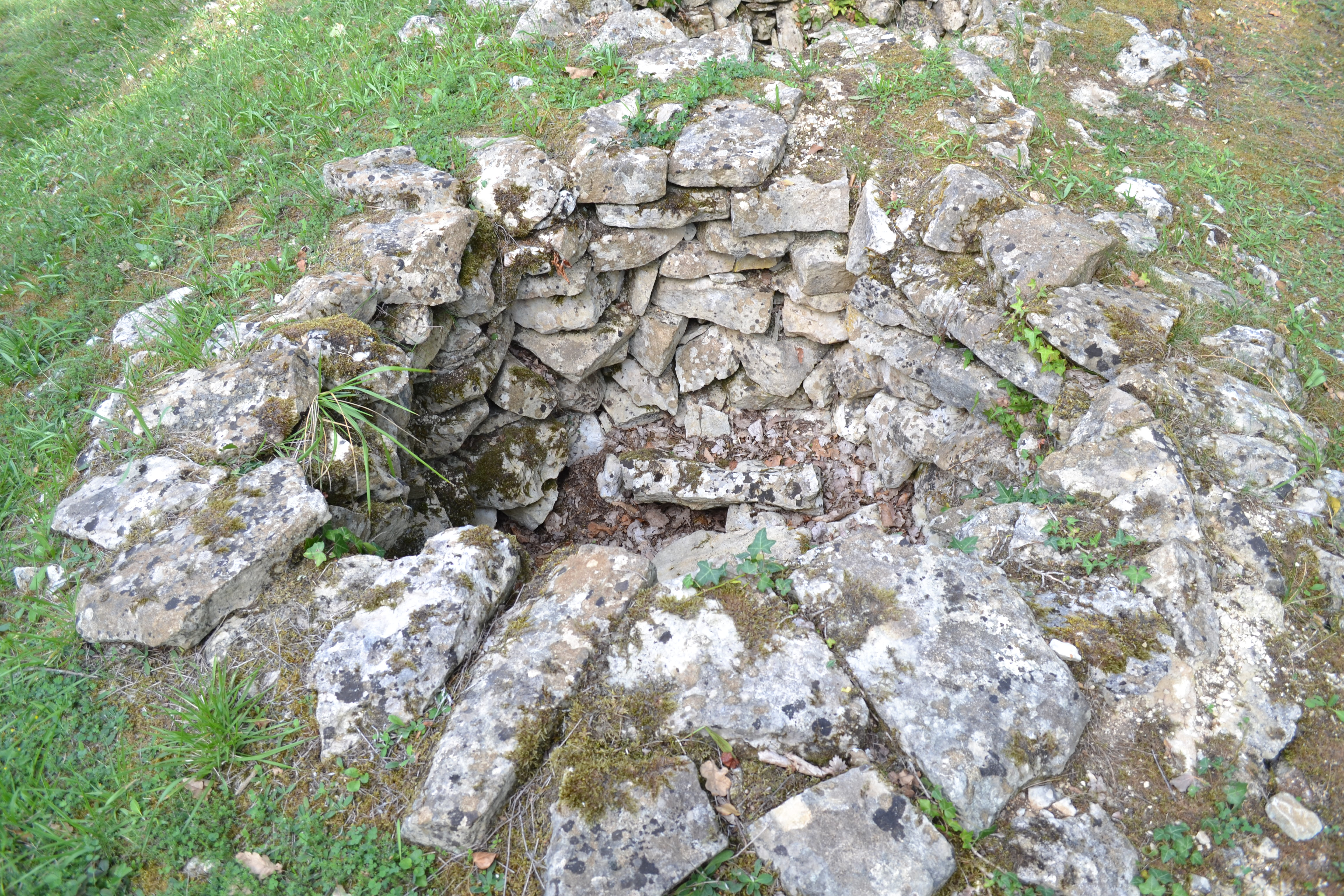
Primer cofre
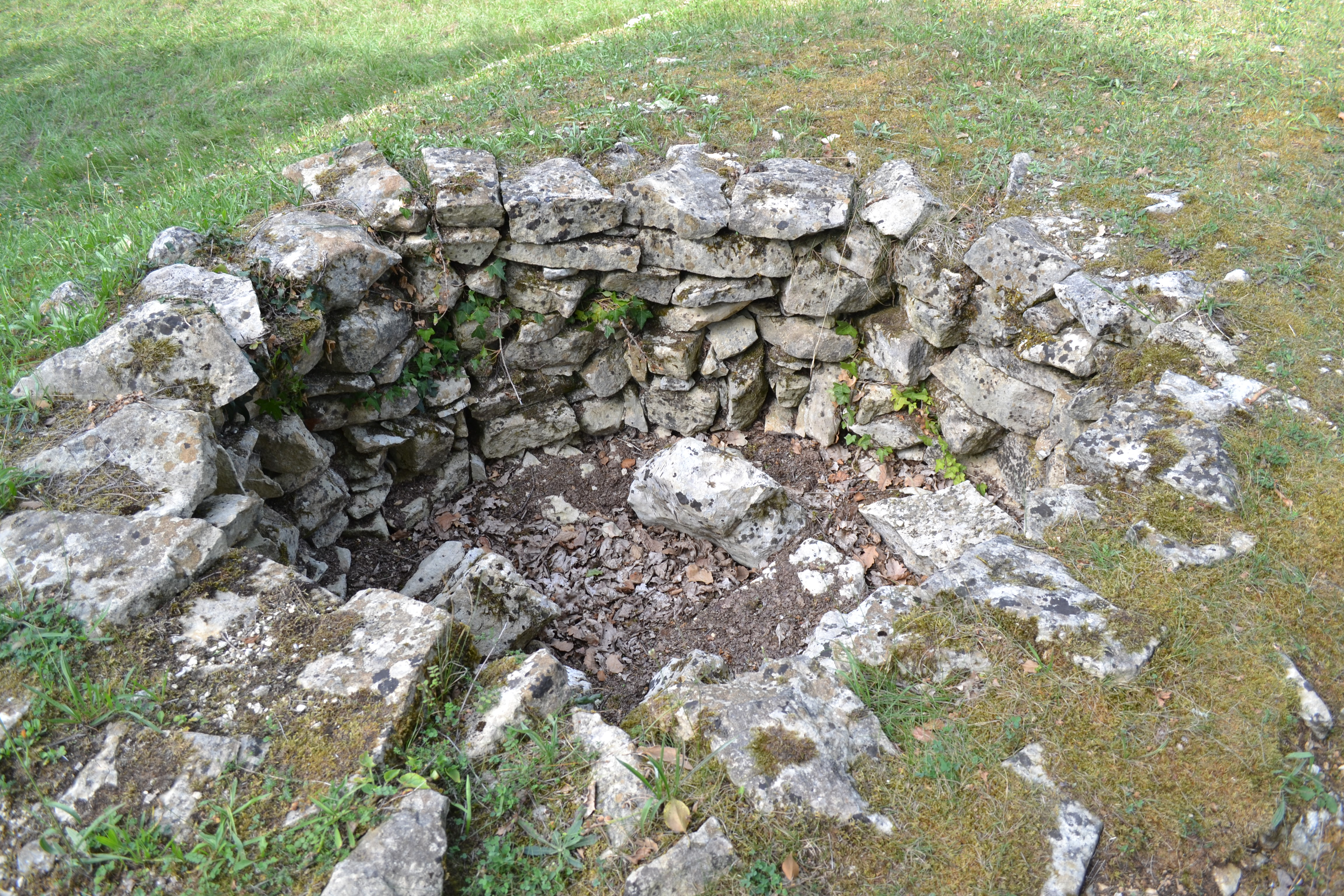
Segon cofre

El Dolmen B2 té una cambra trapezoïdal les parets de la qual estaven fetes de murs de pedra seca complementats amb ortòstats.  El passadís i la cambra formen una "Q».  L'interior de la cambra tenia dues capes arqueològiques diferenciades. La capa superior contenia tres enterraments separats entre si i la capa inferior, en contacte amb el sòl rocós, vuit casquets cranials, dos o tres ossos llargs, dues mandíbules, vèrtebres i costelles, que semblen d'un enterrament secundari. Els objectes funeraris n'eren tres destrals, puntes de fletxa i una quinzena de perles de pedra calcària i agulles d'os.

### El Túmul C

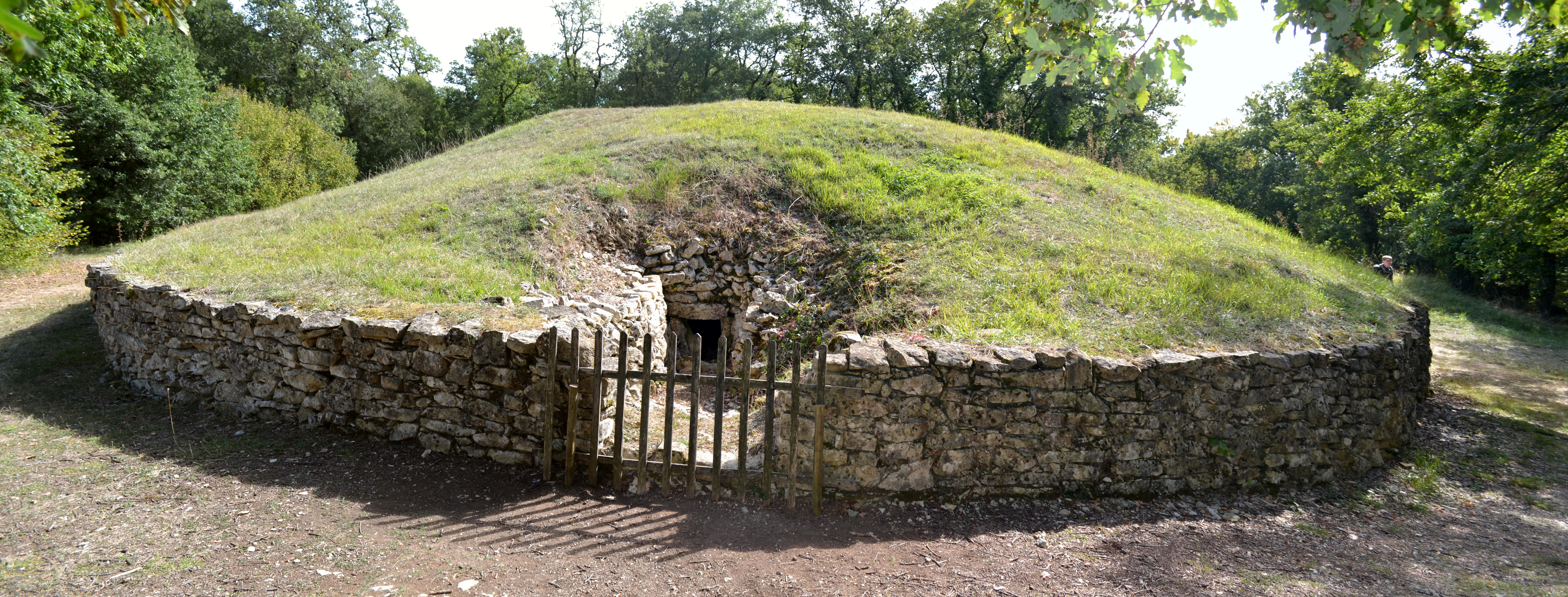
Façana oest del Túmul C

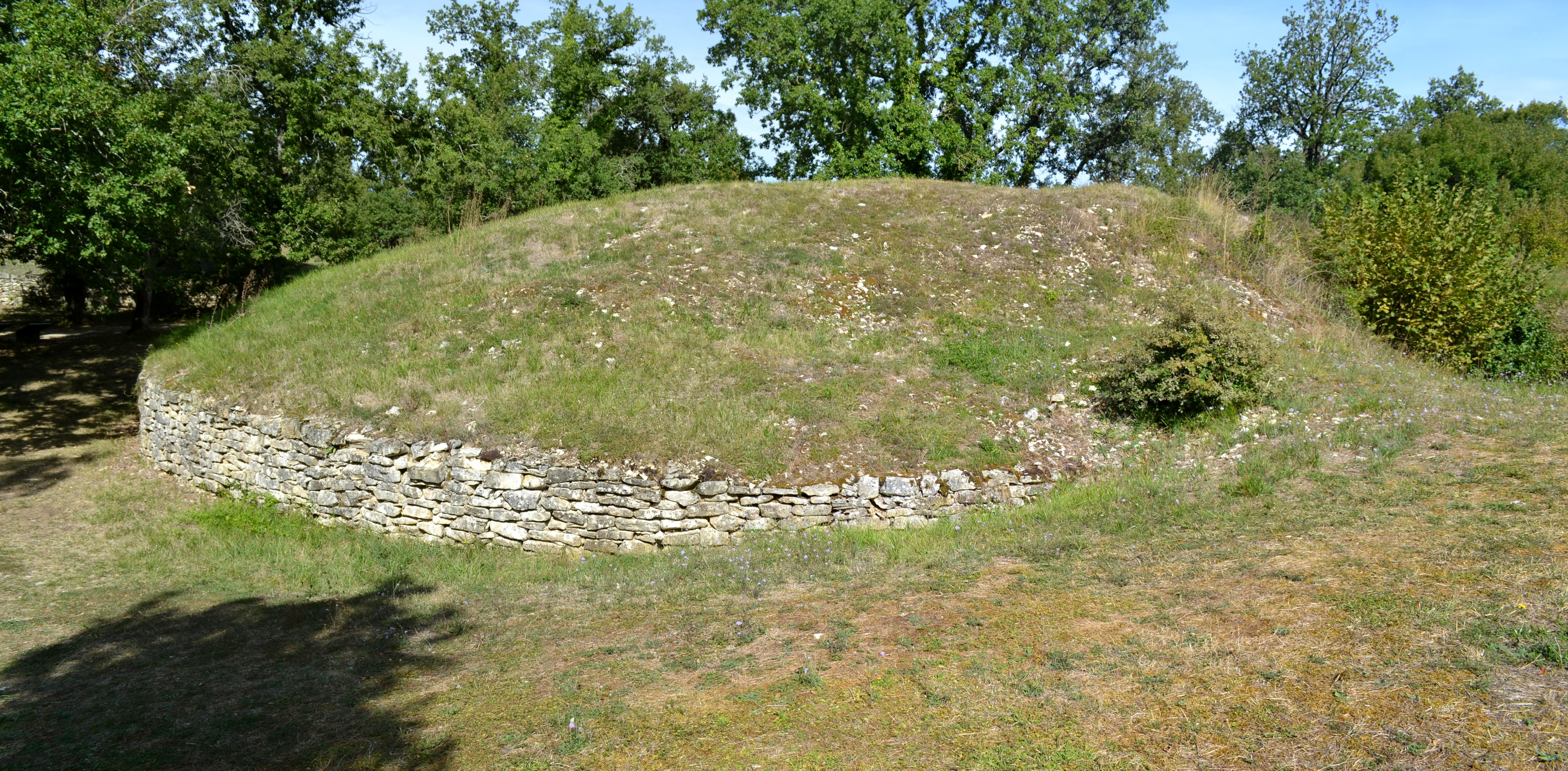
Façana sud-est del Túmul C

Va ser explorat molt ràpidament per Chambardel i Lambardiouze el 1840 i després per Sauzé el 1845. La part de l'est quedà malmesa per l'explotació d'una pedrera per a reasfaltar la carretera. És un dels túmuls funeraris més grans de la necròpolis, també se'l denomina "el gran túmul» de Sauzé. Fa un poc més de 40 m  d'est a oest i una mica més de 35 m de nord a sud, per una alçada de 4,50 m.
Les excavacions dels anys 1980 van permetre entendre que el monument és fruit d'una construcció en tres fases. Un primer cairn, anomenat Túmul C1, es va construir de forma circular (24 m de diàmetre per 4 m  d'alçada). Està envoltat per un mur de parament d'uns 2 m d'alt. Conté una cambreta rectangular (2 m de llarg per 1,40 m d'ample i 1 m d'alçada), desplaçada cap a l'oest, delimitada per sis lloses.
Totes les lloses encaixen perfectament als cantons amb un sistema de ranures. Aquesta cambra funerària és semblant a una cista, a més a més no tenia accés a la cambra. L'obertura en forma d'embut que ara es veu a la façana occidental es va fer al segle XIX. 

El 1845, Sauzé va descobrir ossos humans al Túmul C1 corresponent a 6 esquelets humans. Les excavacions de la dècada dels 1980 van permetre recollir una petita quantitat de material arqueològic en tres indrets diferents del Túmul C1: fragments ossis (vèrtebres, dents, falange) i fragments de ceràmica de superfície negra. Podrien ser residus de les excavacions de Sauzé en lloc de dipòsits intencionats datats del Neolític. L'enterrament d'un nen d'entre 7 i 8 anys a la cara sud del Túmul C2 i dos o tres enterraments es van trobar a l'angle nord-est del Túmul C3.

### El Túmul D
Aquesta estructura enigmàtica no és exactament un túmul. És una alçada artificial, una barreja de terra i pedres, tancada per dos murs quasi paral·lels. No es va excavar fins a l'any 1981. Té uns 100 m de llargada per 1 m d'amplada i 0,50 m d'alçada, orientada nord-oest-sud.
Es va construir sobre una resta de la base rocosa subjacent, on s'excavaren les pedreres per a la construcció del Túmul C (a l'oest) i les dels túmuls E i F (a l'est). La presència d'aquestes pedreres reforça encara més el caràcter separador del Túmul D dins la necròpolis. L'aixovar arqueològic recollit es limita a uns fragments de ceràmica, un percussor de fang i una punta d'eina feta de cornamenta de cérvol. No es coneix cap estructura semblant de cap altre jaciment megalític. L'única certesa respecte al Túmul D és que la seua construcció és contemporània o posterior a l'excavació de la pedrera del Túmul C2.

### El Túmul E
El túmul té una forma si fa no fa rectangular. Fa 22 m de llarg per 10 m d'ample. Està delimitat per dos murs enfrontats. Està lleugerament arquejat. Es va construir damunt un petit túmul i les pedres utilitzades provenien de petites fosses d'extracció que eren al voltant del túmul. Conté dues sales, anomenades E1 i E2, que s'obrin a l'est per dos corredors paral·lels.
La més meridional, la E1, és de forma circular i té uns 3 m de diàmetre. Les parets de la cambra estaven formades per ortòstats, onze segons les observacions de Sauzé del 1840 que el van portar a veure-hi un cromlec, la base del qual encaixava en un solc excavat a terra. De les lloses només en resten dues, amb una alçada d'1 m; les que en faltaven les van substituir durant la restauració. Es desconeix la modalitat de cobertura de la sala i del passadís d'accés. El material arqueològic descobert és molt fragmentat però homogeni. Correspon a ossos humans (incloent-hi 4 calaveres), trossos de ceràmica de mala qualitat amb fons redó, estris de sílex (rascadors, ganivet, trepant, fletxa esmolada) i alguns elements d'adorn (dents de gos i bòvids perforats, grans de variscita).

Túmul E
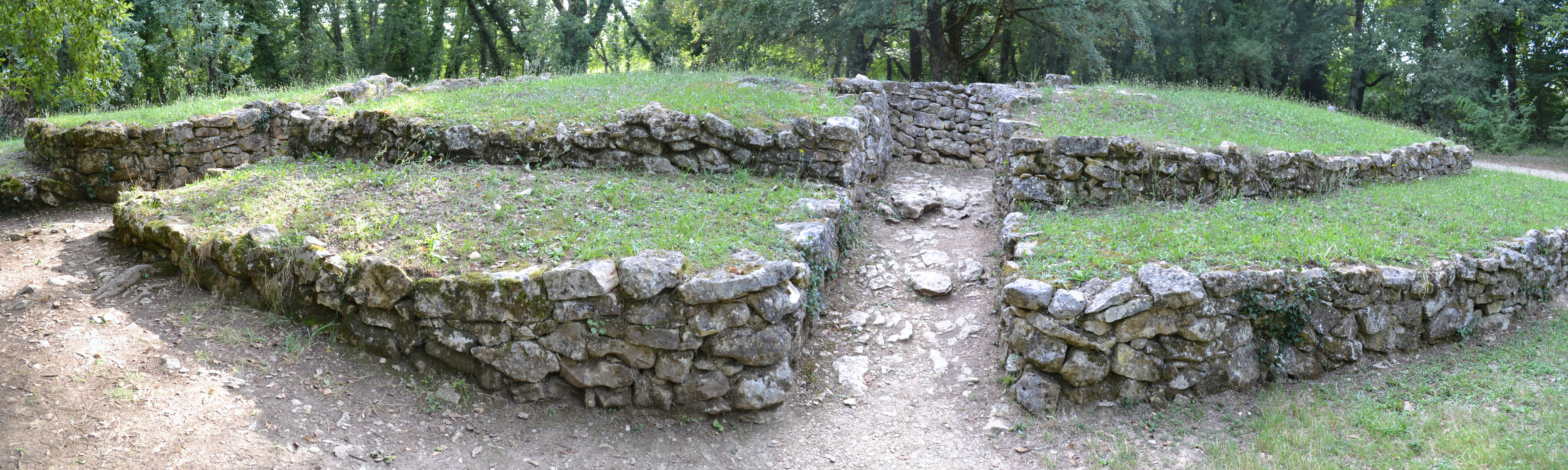
Cambra E1 a l'esquerra, cambra E2 a la dreta, (vista distorsionada, corba)
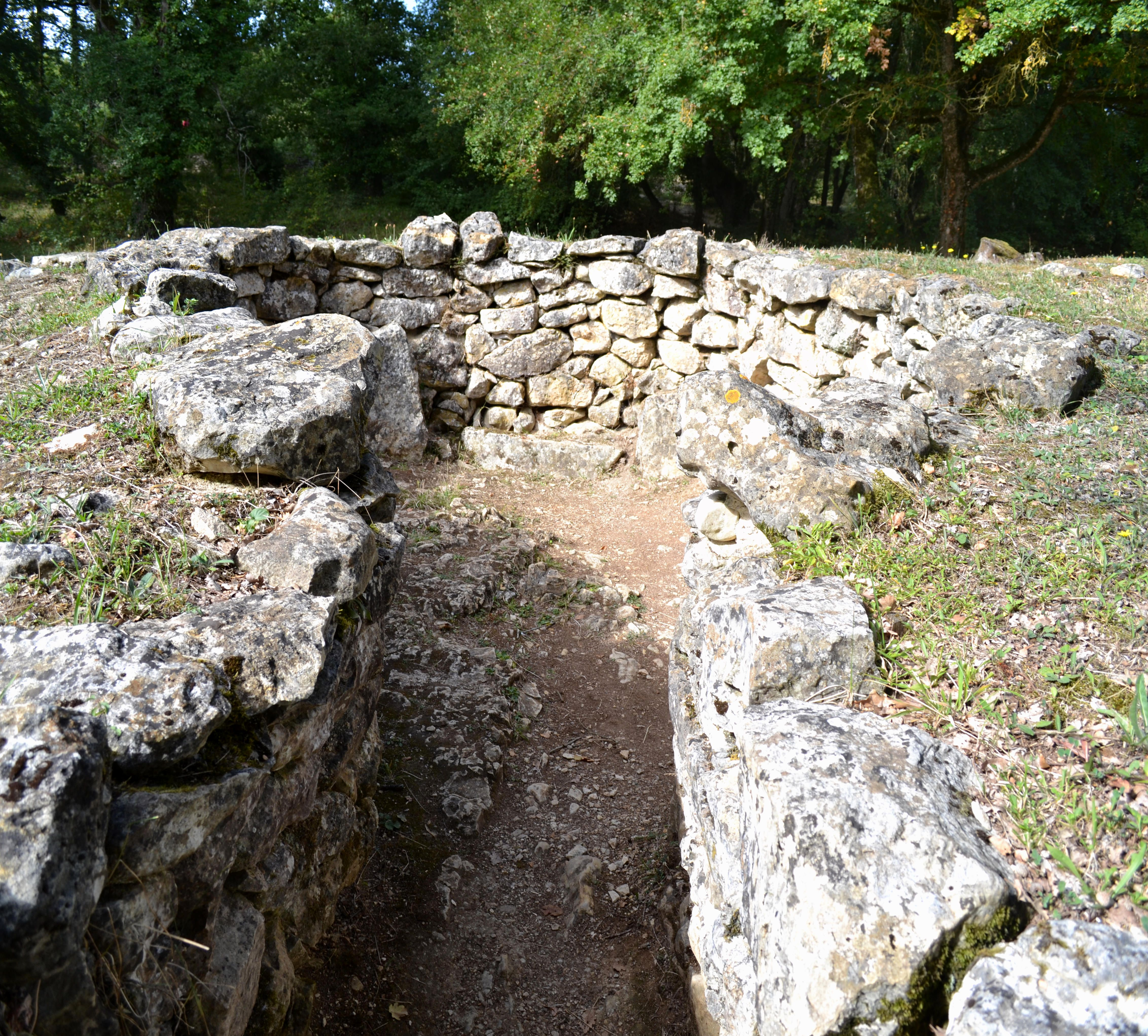
Sala circular E1.
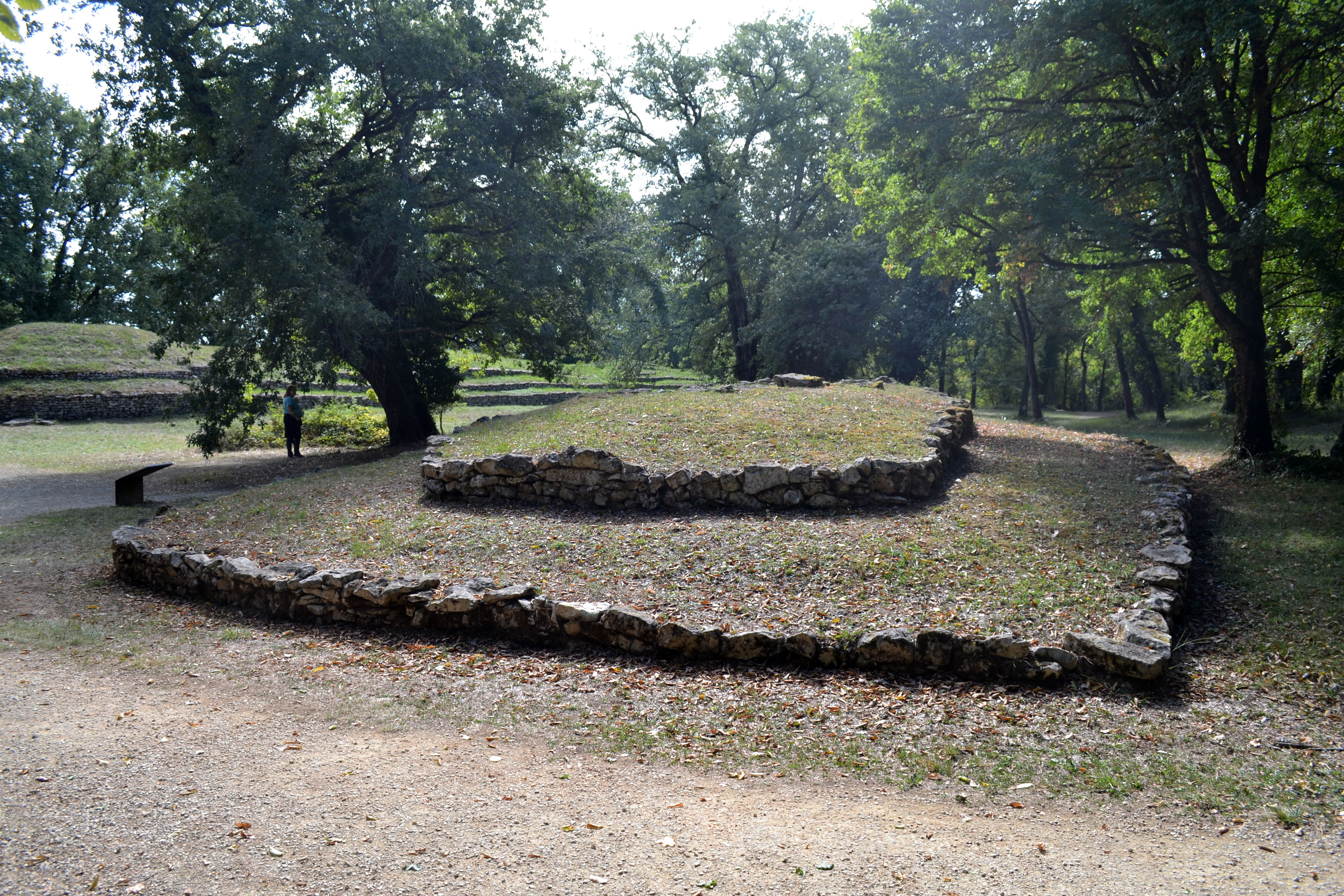
Túmul E, vist des del nord

### El Túmul F

#### Arquitectura
El Túmul F té forma trapezoïdal. Fa 72 m de llarg amb una amplada d'entre 12 m al sud i 16 m al nord, amb una alçada mitjana de 3 metres. Té tres parts, anomenades F0 a F2 de sud a nord, tot conservant una certa unitat arquitectònica. Es va construir en un vessant ascendent cap a ponent i l'eix correspon al contorn del terreny natural. El talús natural es va aprofitar per accentuar el relleu de la construcció. Així, per a un observador situat a l'est del monument, sembla que té entre 5 m  d'alçada, tot i que només fa 3 m i, al costat oest, la gran fossa de la pedrera s'ha omplit parcialment donant així la impressió que el mur exterior de parament es troba harmoniosament situat a mig pendent en cada costat del monument.

Muntanya F
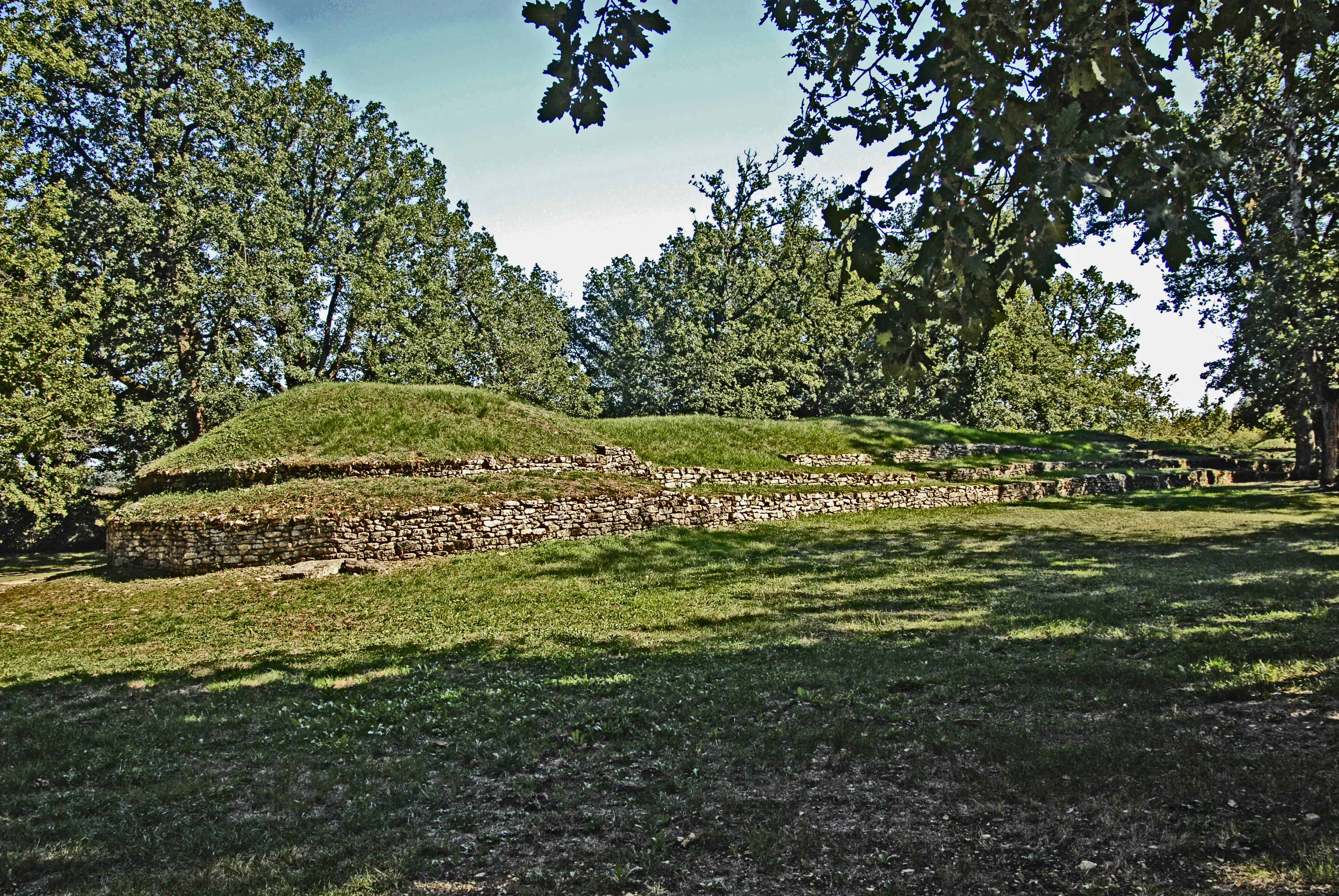
Túmul F, vista del nord-oest
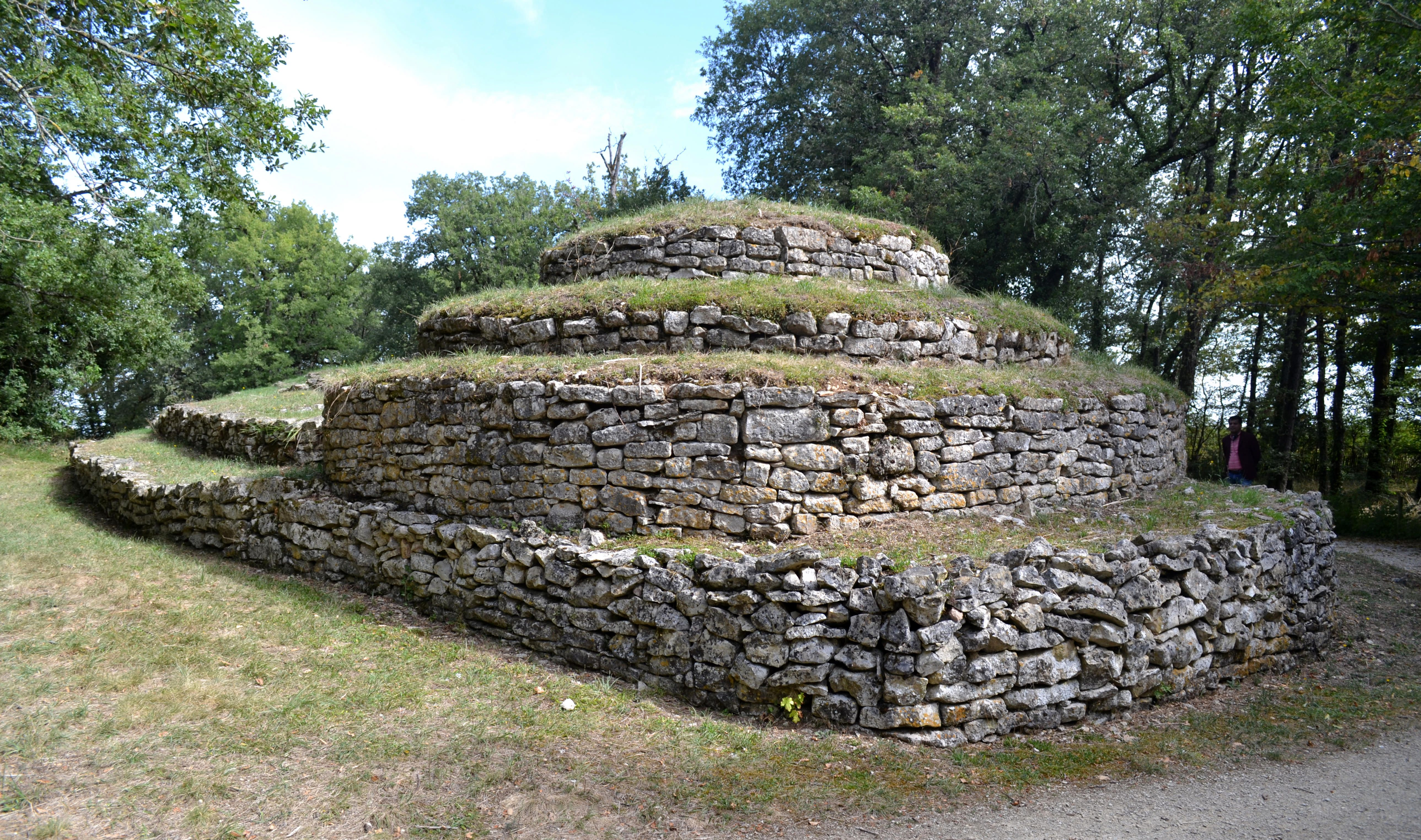
Túmul F, vista al sud
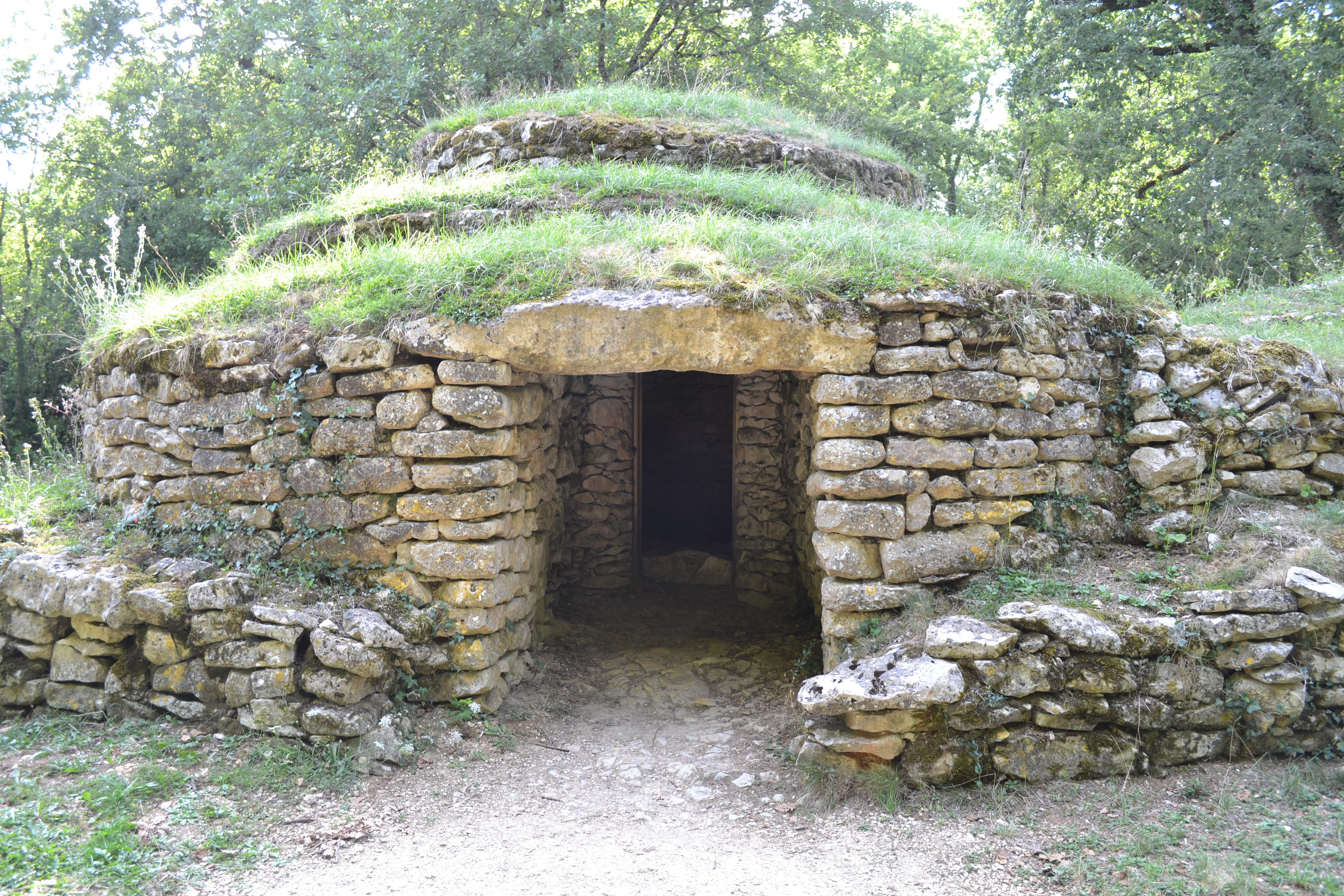
Túmul F0, vista des de l'est
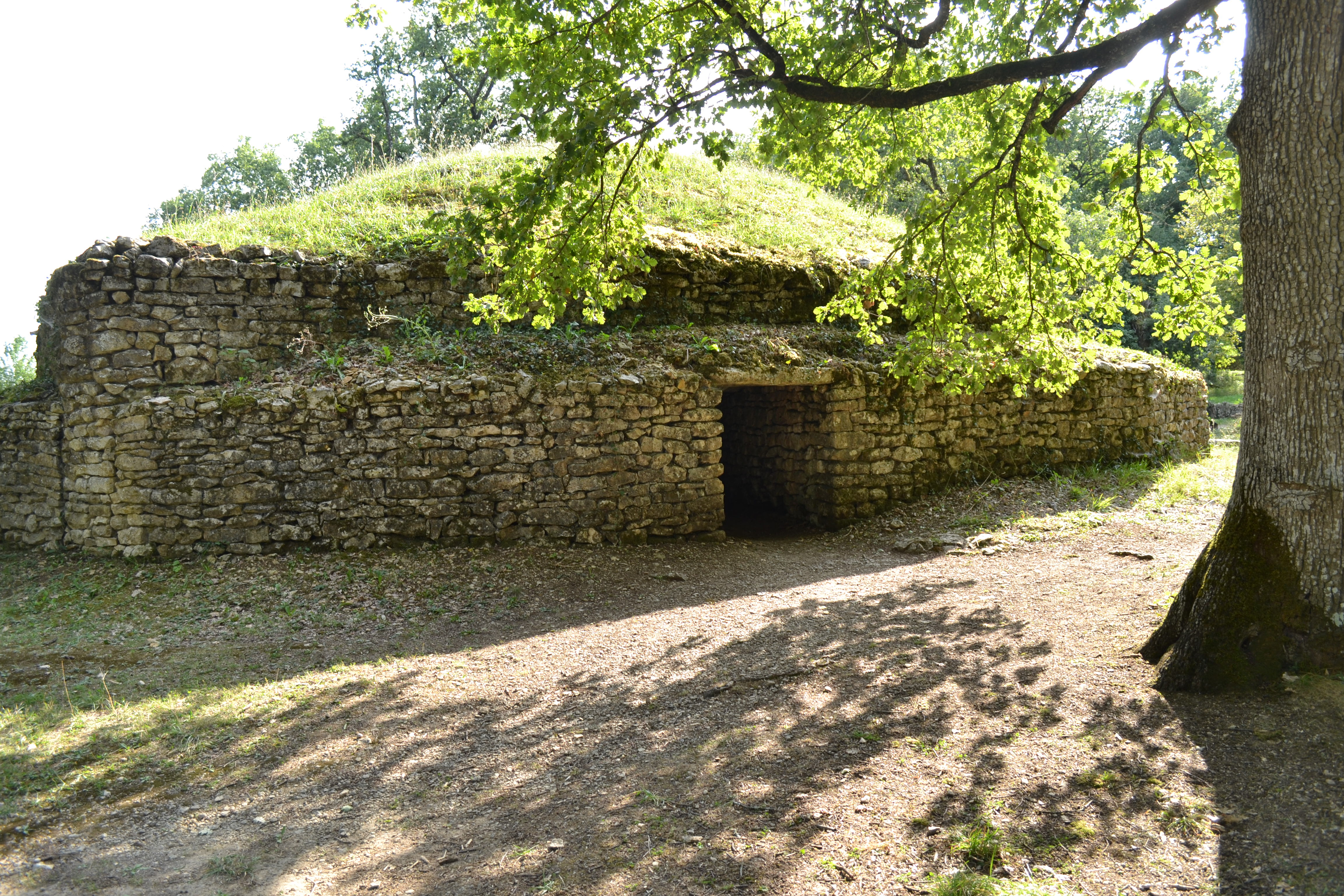
Túmul F2, vista al nord
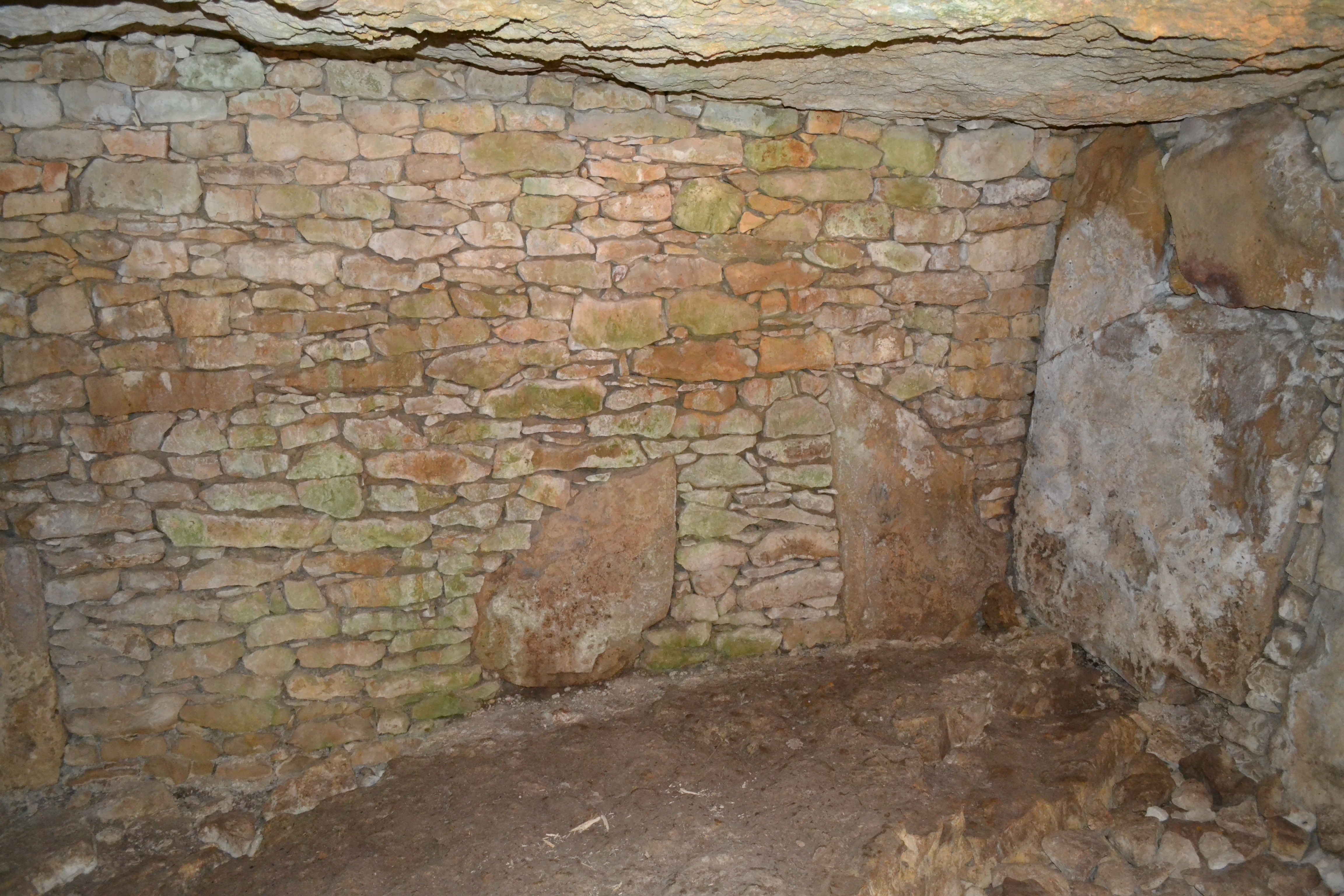
Túmul F2, interior de la cambra

#### Aixovar arqueològic
Les excavacions del Túmul F0 trobaren dues capes arqueològiques diferents. A la primera, l'aixovar estava alineat seguint un eix est-oest i constava d'un gerro de fons pla descobert aixafat, un segon gerro i ossos d'un xiquet (tòrax). La segona capa es va trobar sota una llosa probablement esfondrada de la volta. De gruix de 0,70 m, contenia molts ossos humans fragmentats d'uns deu individus, la meitat dels quals eren infants.
La datació C14 indica dos períodes de deposició, el més antic dels quals seria cap al 4700 abans de la nostra era, els ossos humans més antics trobats en una cambra funerària neolítica d'Europa occidental. El material arqueològic acompanyant era pobre: gerro sencer amb fons rodó, bol petit amb pom lateral, 4 agulles d'os, 1 sílex tallat, 1 molinet de roca dura, 1 dent de llop perforada. Tot aquest aixovar recolzava sobre una capa de rajoles d'uns 0,30 m de gruix, descansant sobre una capa d'argila vermella que cobreix el sòl natural. En aquesta capa d'argila aparegueren dues puntes de fletxa esmolades de tipus arcaic.
El Túmul F1 no contenia cap enterrament col·lectiu, sinó tres enterraments individuals (dos al llarg del mur exterior occidental, un entre els túmuls F1 i F0). Dos d'ells contenien els esquelets d'un nadó. L'aixovar es limita a un fragment d'un gerro de fons pla, un fragment de ceràmica datat del Petit Richardià i un microburí de sílex.
A la pedrera situada a l'oest del monticle F2  es trobaren martells de cadena i cornamentes de cérvol usats com a pics. Aquestes cornamentes es dataren pel C14 en un rang entre el 4357 i el 4046 ae. El monticle F2 estava en ruïnes i s'havia utilitzat com a refugi pels pastors durant molts anys. El monument donà poc de material arqueològic i 735 fragments d'ossos humans atribuïts a un mínim de tres adults i dos xiquets.
Aquestes mostres es dataren amb radiocarboni de la segona meitat del mil·lenni IV ae, i el dolmen és del mil·lenni V ae, tal com ho testimonia el descobriment a la cambra de tres fletxes i fragments de ceràmica fina i negra amb desengreixant de mica del tipus "test de flors». Els flocs de sílex trobats al passadís d'accés daten d'època més antiga però una destral de sílex en blanc i un fragment d'un gerro de fons pla daten d'una fase de reutilització. La mateixa barreja temporal d'aixovar es va descobrir al passadís que estava tancat per un farciment de pedres (una mandíbula humana sense data, un taló de destral de jadeïta, elements més recents de sílex) i al llarg del parament exterior (ceràmica negra allisada, fragments de suport, gerros i perla de variscita). 

### Datació i cronologia relativa
La datació del carboni-14 a partir de fragments d'ossos humans i de carbó vegetal trobat en contextos arqueològics concrets indica que les primeres construccions se'n feren al mil·lenni V ae, però el lloc es feu servir fins al mil·lenni III ae. Les vint datacions C14 realitzades per la Universitat de Lió van permetre'n identificar sis fases de desenvolupament i ús del lloc:
| Fase | Ús                                                                       | Ciutats C14 (BC) / monument | Període                           |
| ---- | ------------------------------------------------------------------------ | --- | --------------------------------- |
| 1    | construcció de sales redones                                             | entre 4940 i 4530 ae (F0) </br> entre 4940 i 4395 ae (E1) | Neolític mitjà I                  |
| 2    | ús de sales rodones                                                      | entre 4720 i 4400 ae (F0) </br> entre 4500 i 4050 ae (F0) </br> entre 4225 i 3985 ae (F0) </br> entre 4040 i 3975 ae (F0)                                                                                               | Neolític mitjà I i II             |
| 3    | construcció de dòlmens quadrangulars                                     | entre 4334 i 4043 ae (A) | Neolític mitjà II (Chassenià)     |
| 4    | ús de dòlmens quadrangulars                                              | entre 4357 i 4046 ae (F2) </br> entre 4130 i 4060 ae (B2) </br> entre 4030 i 3975 ae (B1) </br> entre 4040 i 3975 ae (A)                                                                                                | Neolític mitjà II (Chassenià)     |
| 5    | dipòsits al voltant dels túmuls o reutilització de dòlmens quadrangulars | entre 3985 i 3785 ae (A) </br> entre 3970 i 3530 ae (C2) </br> entre 3970 i 3535 ae (C1) </br> entre 3620 i 3580 ae (A) </br> entre 3640 i 3340 ae (E2) </br> entre 3790 i 3350 ae (F2) </br> entre 3505 i 2890 ae (F2) | Neolític final (Petit Richardià)  |
| 6    | enterrament individual </br> clausura i abandonament del lloc            | entre 2580 i 2340 ae (F0, F1) | Neolític final </br> Bronze antic |

## El museu prehistòric i el parc arqueològic

### Museu dels Túmuls de Bougon

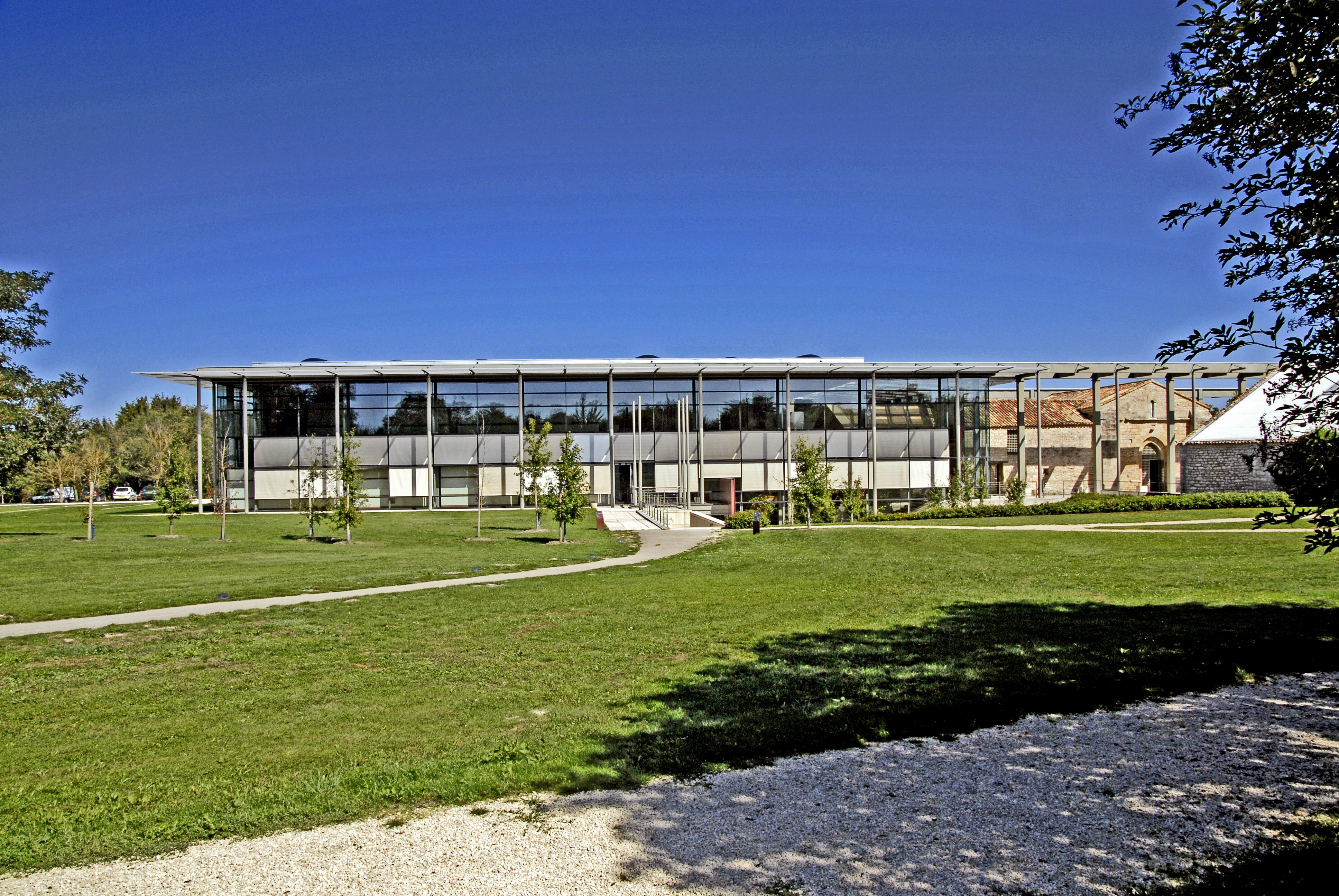
El museu i la capella del priorat del Cister

El Museu dels Túmuls de Bougon, creat pel Consell Departamental de Deux-Sèvres, propietari del jaciment, s'alçà el 1992-1993 per l'arquitecte Jean-François Milou i s'inaugurà el juny del 1993.

El context: prehistòria, neolític, etc.
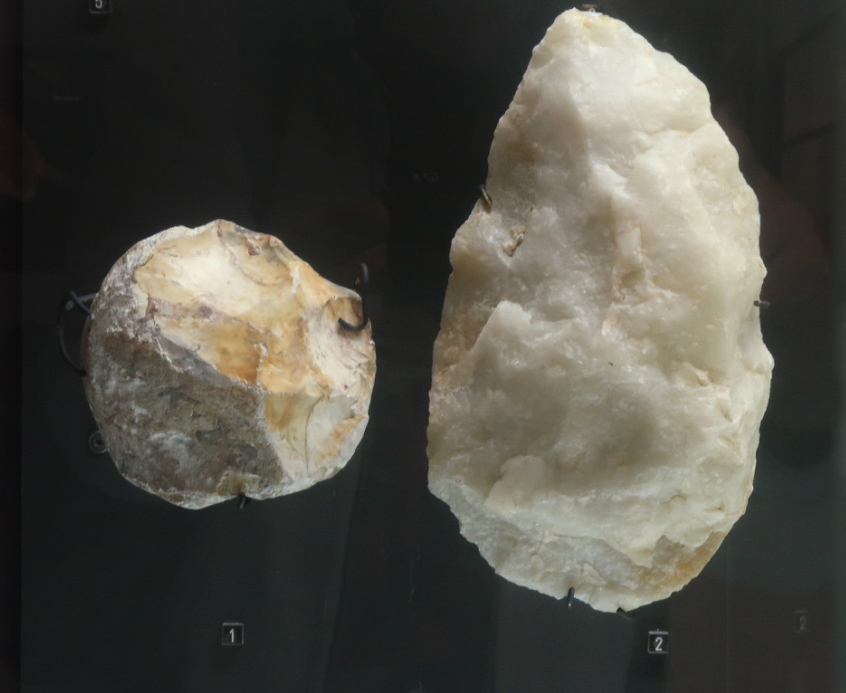
Evolució de les eines de pedra tallada al Paleolític inferior (més de 300.000 anys). 1: còdol de doble cara, sílex; 2: bifaç, quars (h = 30 cm aprox.)
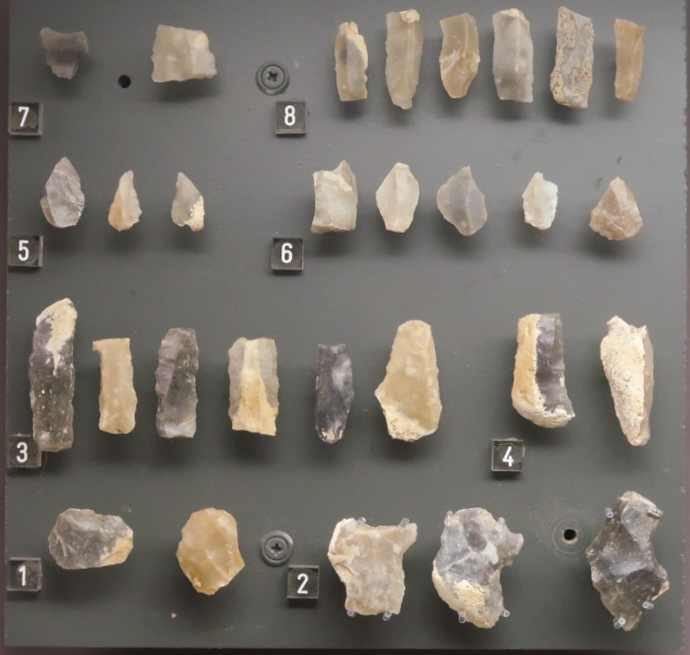
Eines de pedra tallada del Mesolític. Pointe du Payré, Jard-sur-Mer (Vendée). Micròlits (h = 1 cm)
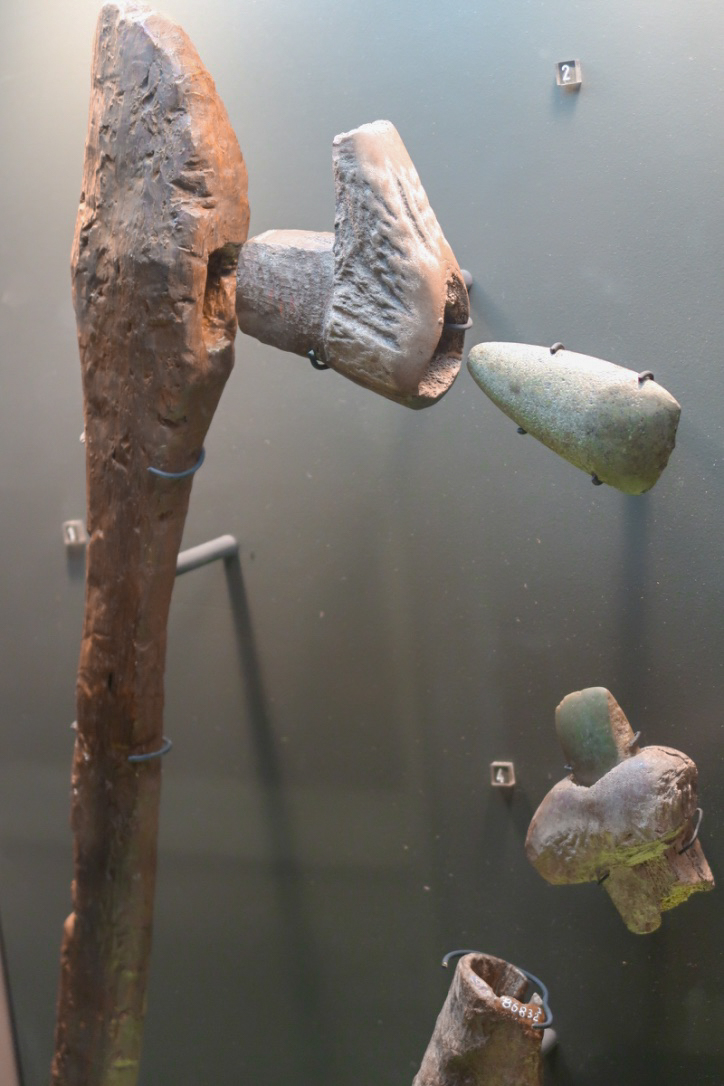
Neolític: destral de pedra polida
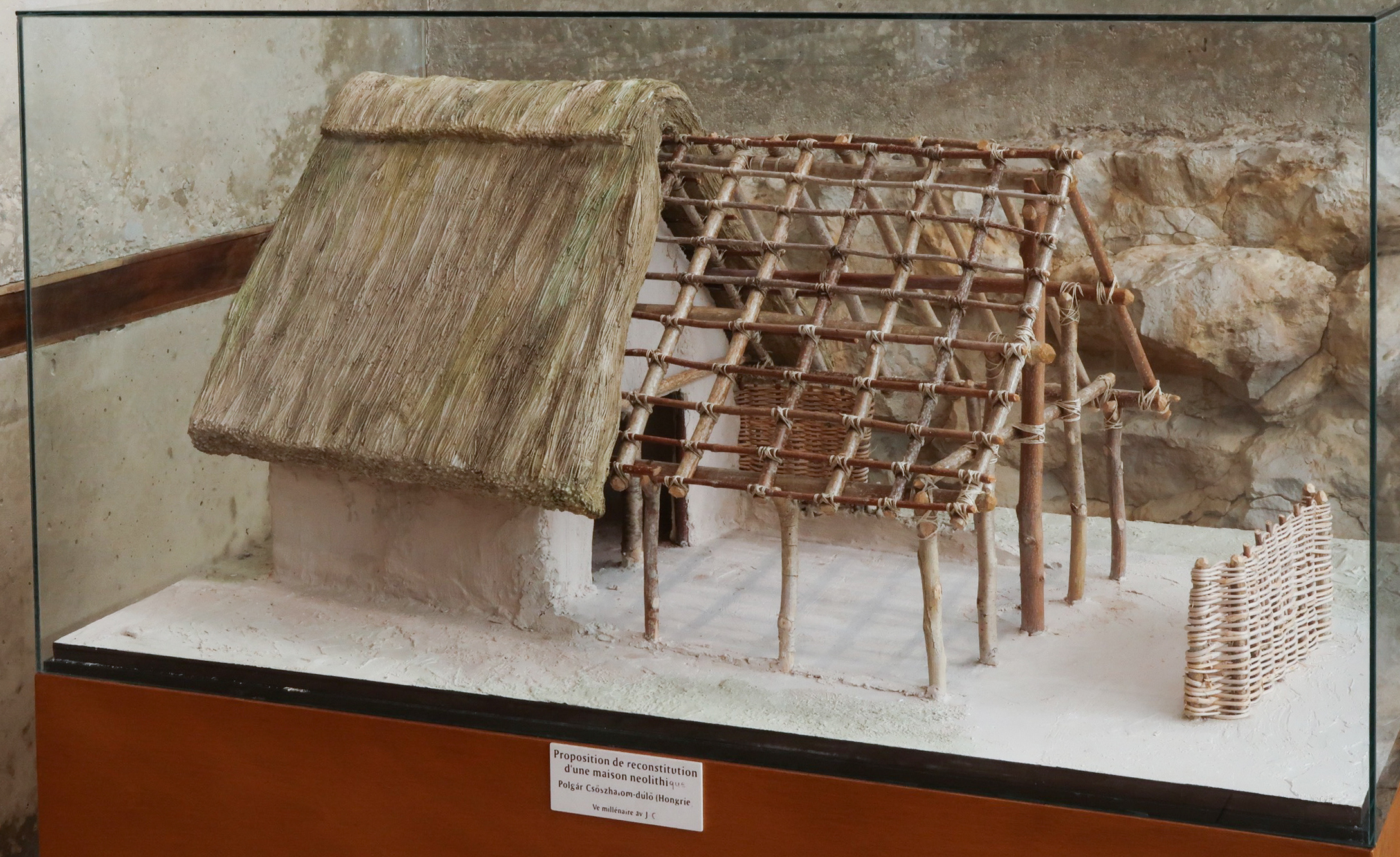
Neolític: reconstrucció d'una casa del mil·lenni V
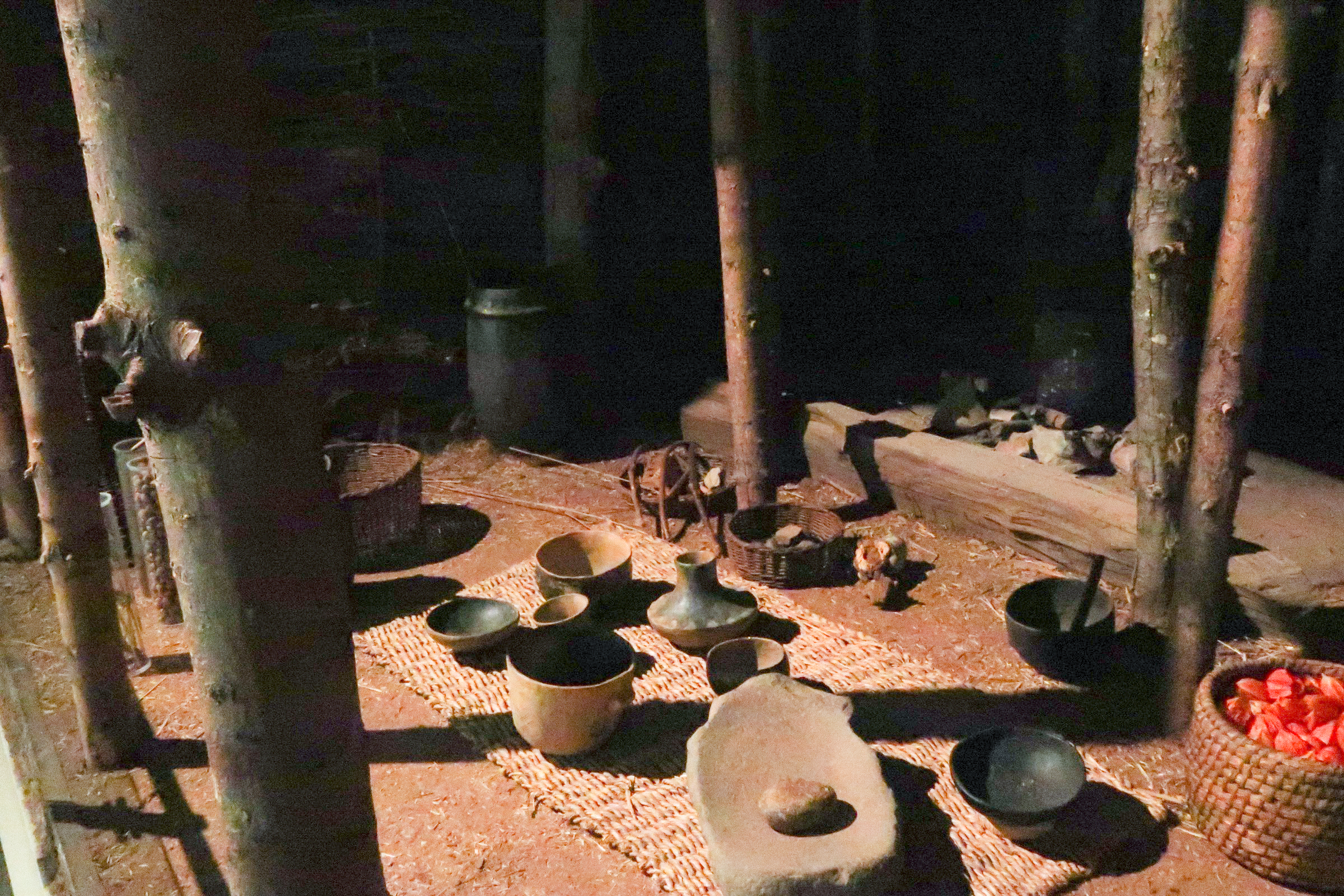
Neolític: un interior (proposta): mola fixa i molí per a gra, ceràmica i teixit
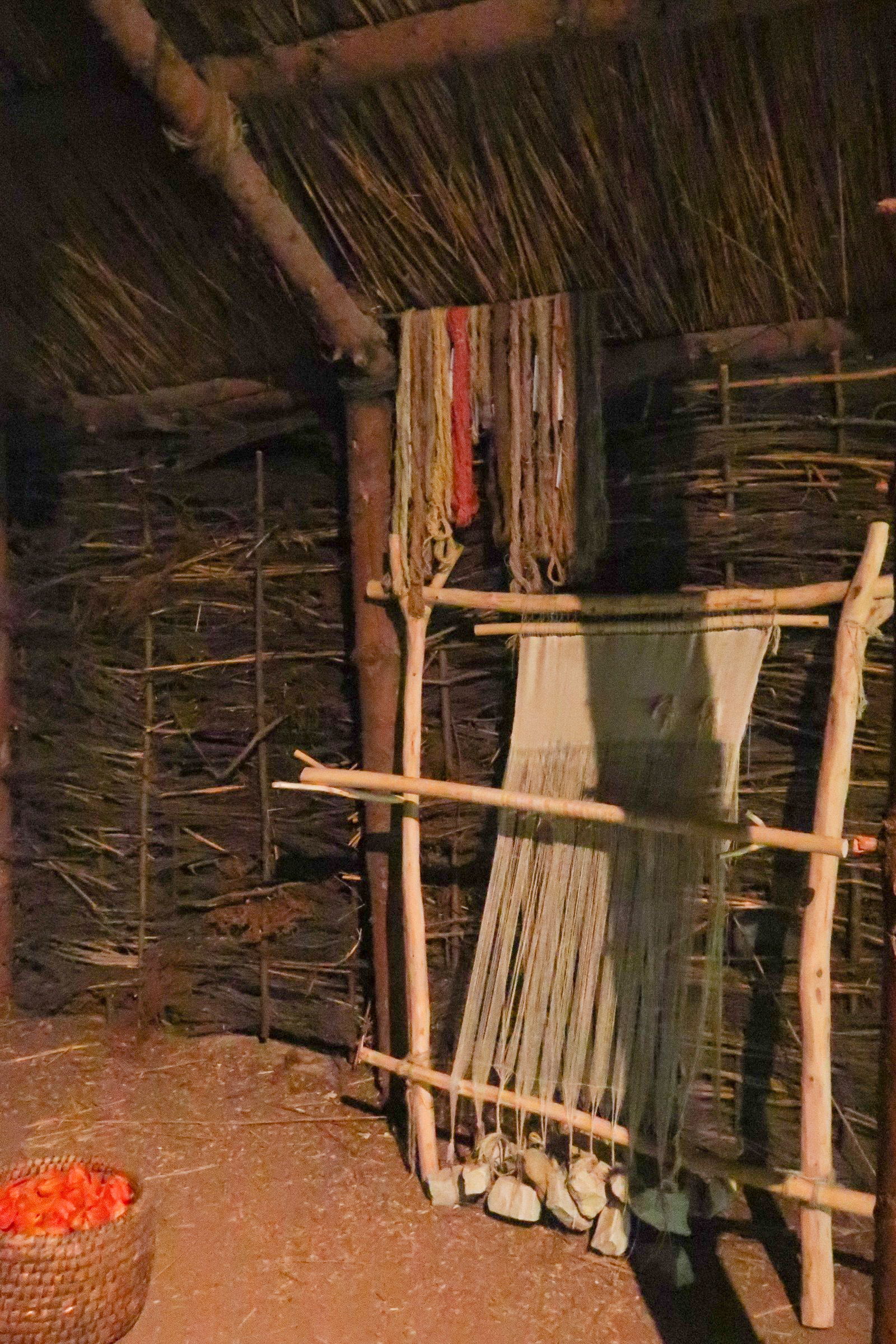
Neolític: teler vertical amb pesos de pedra
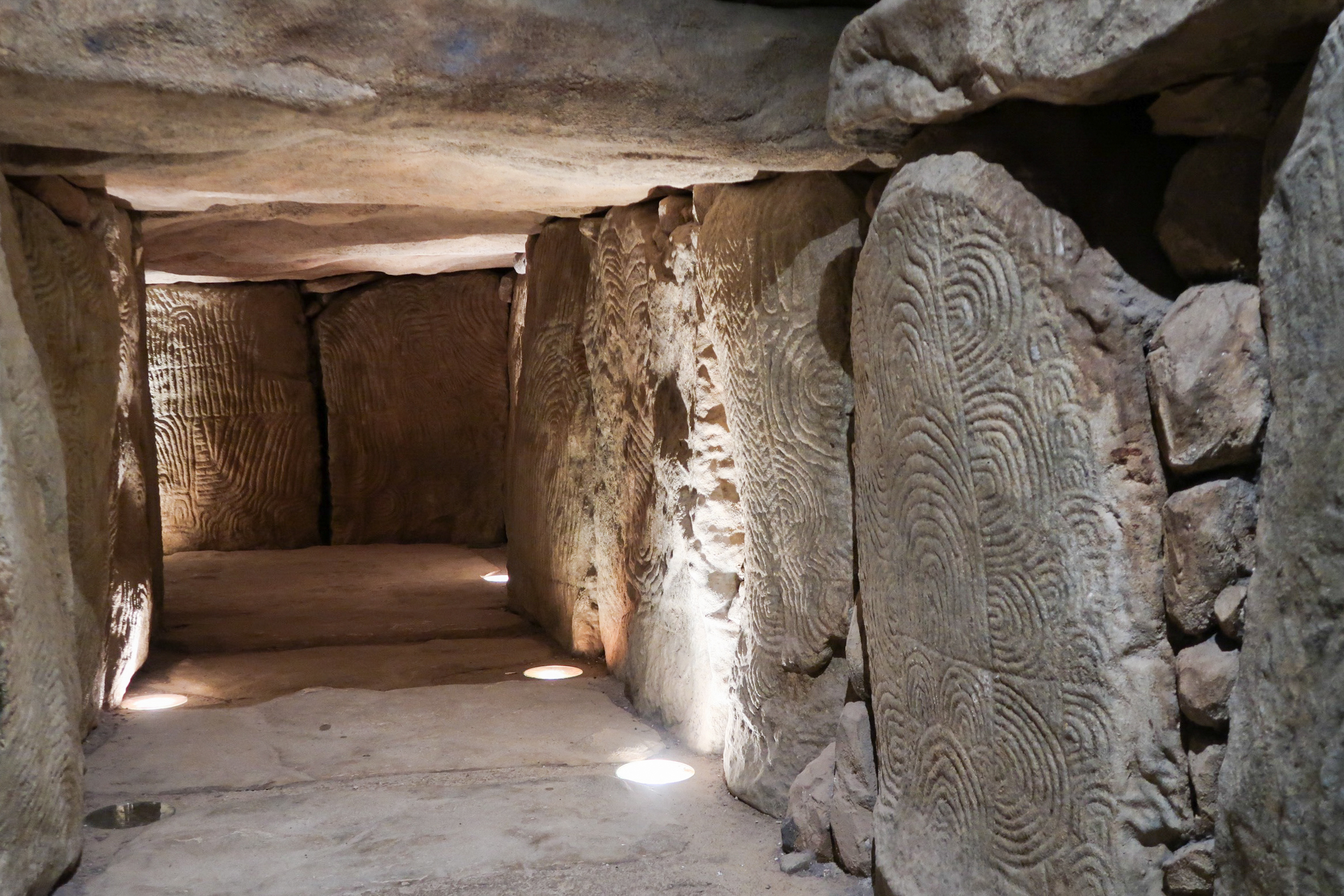
Neolític: reconstrucció parcial de la cambra funerària del cairn de Gavrinis (Morbihan)

Sales de la necròpolis de Bougon i dels jaciments neolítics de Deux-Sèvres
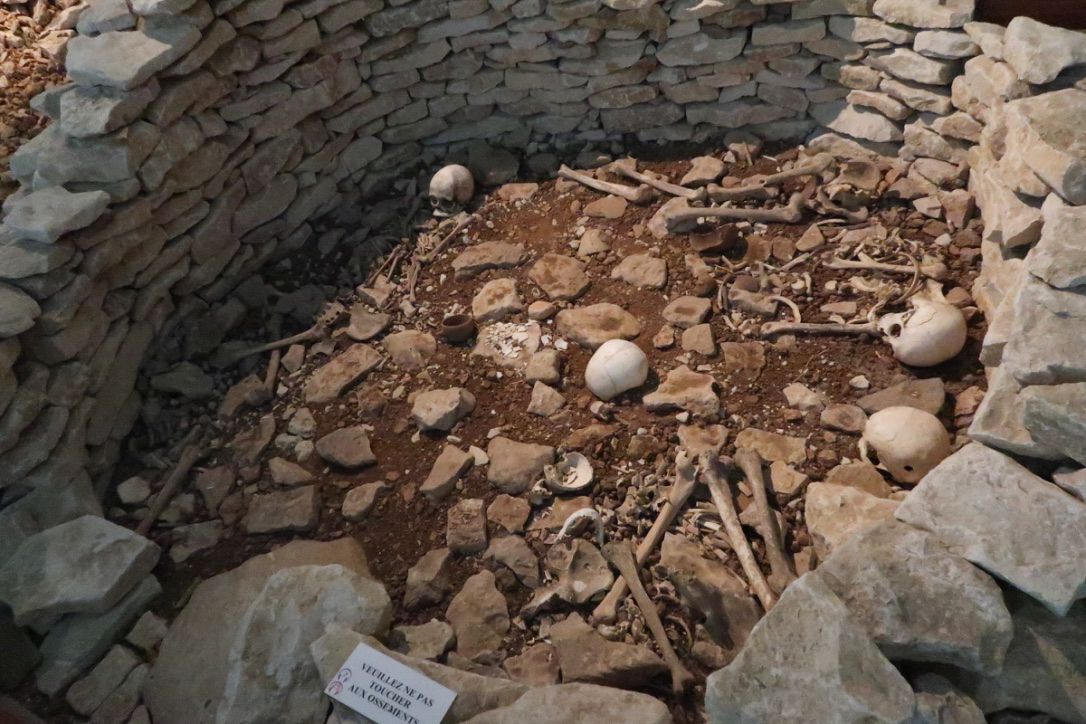
Crani trepanat tres vegades, Túmul A, nivell superior, mil·lenni IV
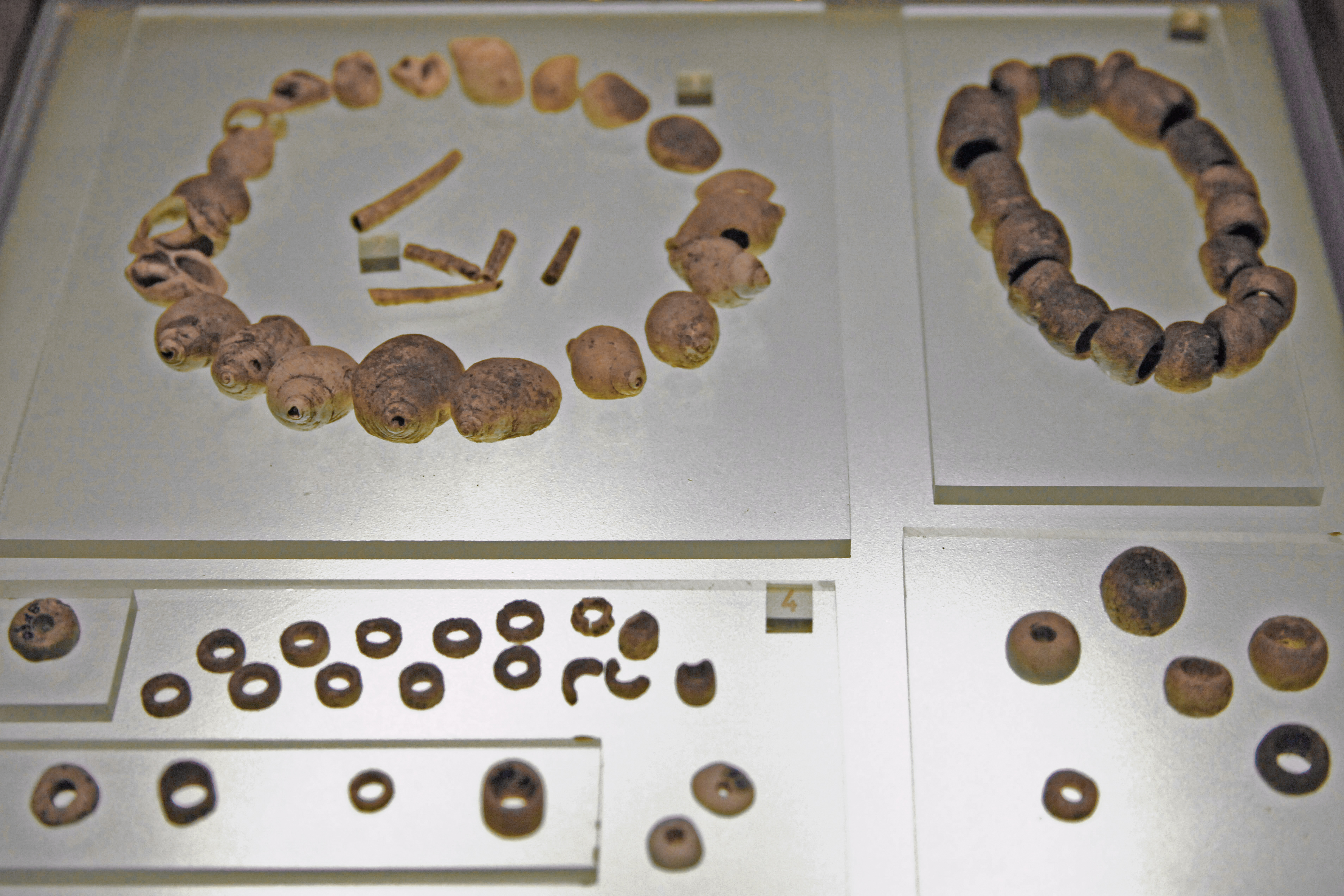
Tellines perforades, perles de gres i de variscita.[37] Túmul A, nivell superior, mil·lenni IV
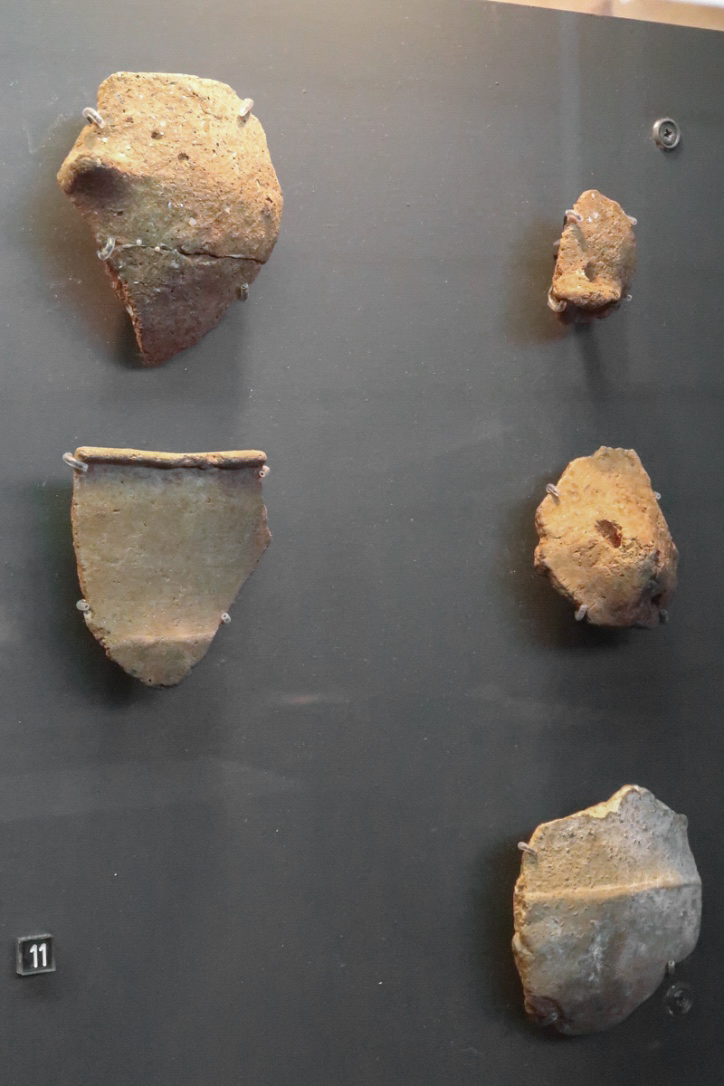
Gerros, neolític mitjà. Túmul A, dolmen II. Conjunt de ceràmica de tipus chassenià atlàntic
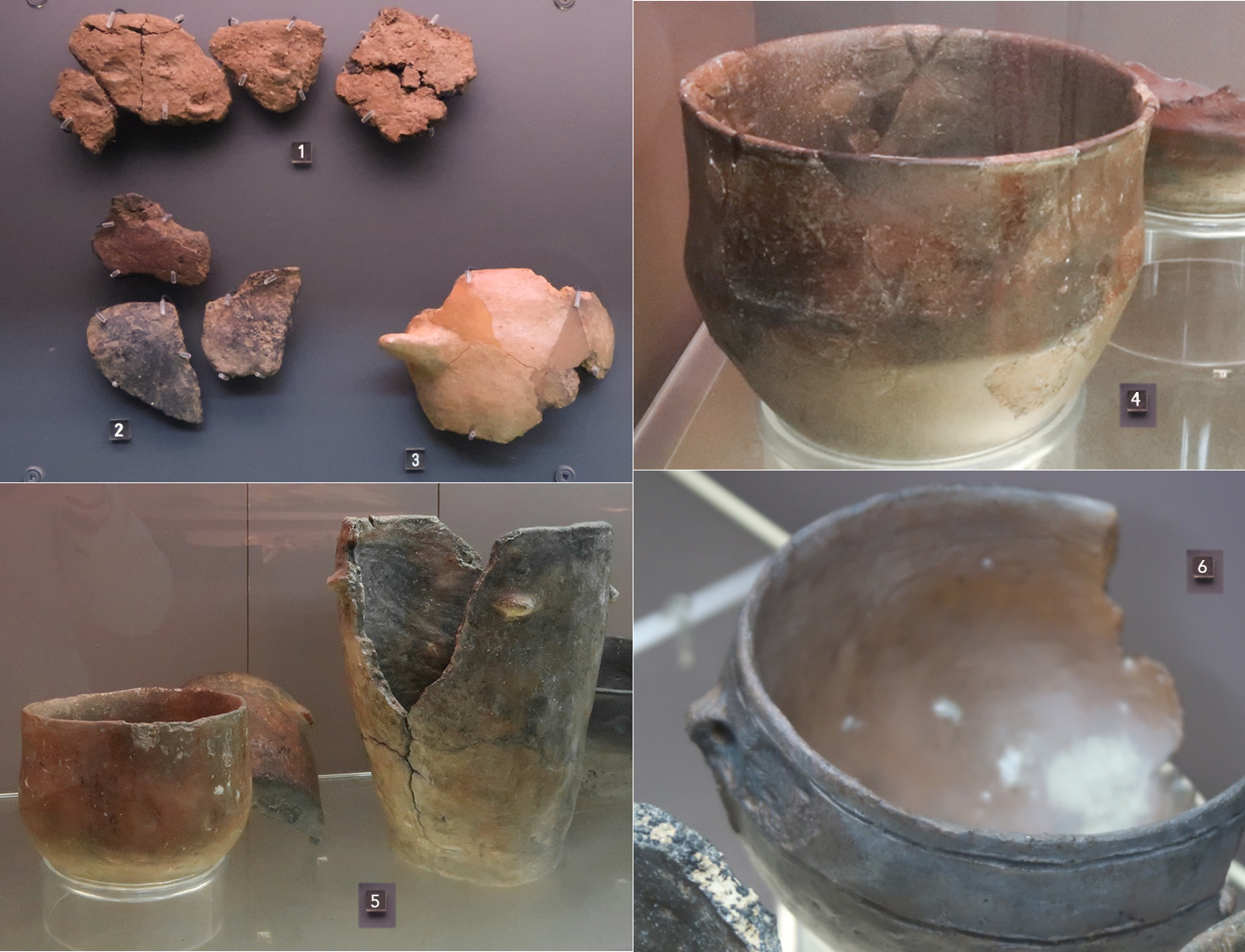
Ceràmica, necròpolis de Bougon. Neolític antic i mitjà, mil·lenni V: 1, 2, 3. Neolític recent, fi del mil·lenni IV: 4, 5, 6.
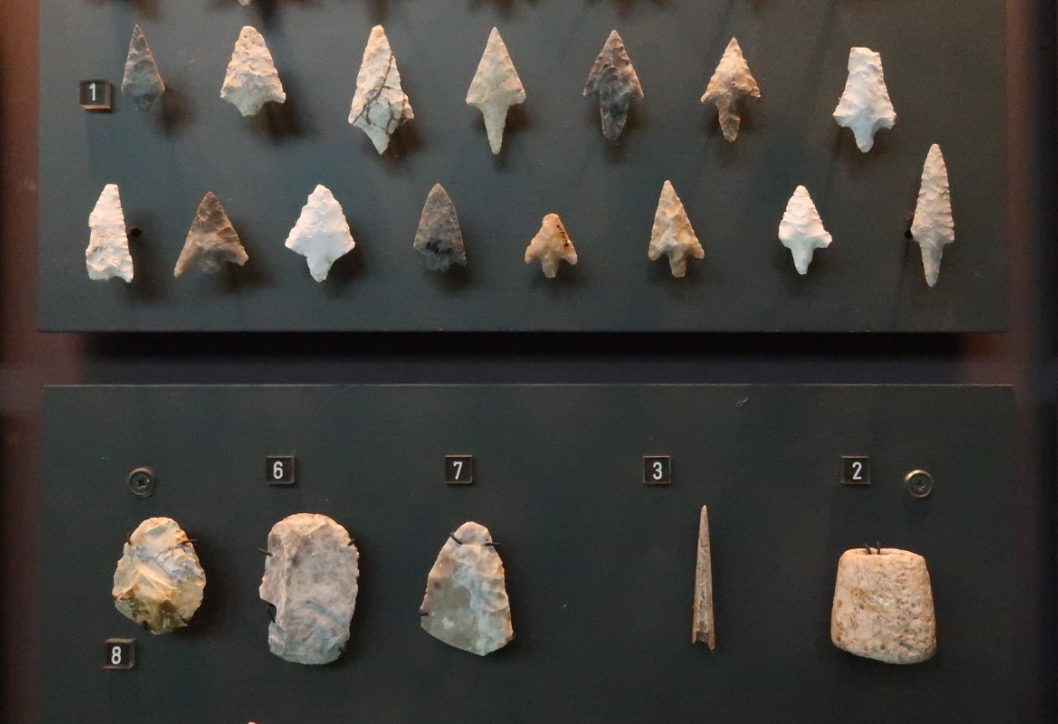
Eines del Neolític recent,[38] escala: un número: 1 cm d'alçada. Túmul de Montabout, Pamproux (Deux-Sèvres)

### Parc arqueològic
El parc arqueològic que inclou la necròpoli conté a més espais educatius destinats a evocar la construcció de megàlits, amb experiments realitzats entre el 1979 i el 1998 a Exoudun-Bougon, i el gran hàbitat col·lectiu neolític de Baudouin descobert a Airvault.

Arqueologia experimental: material utilitzat
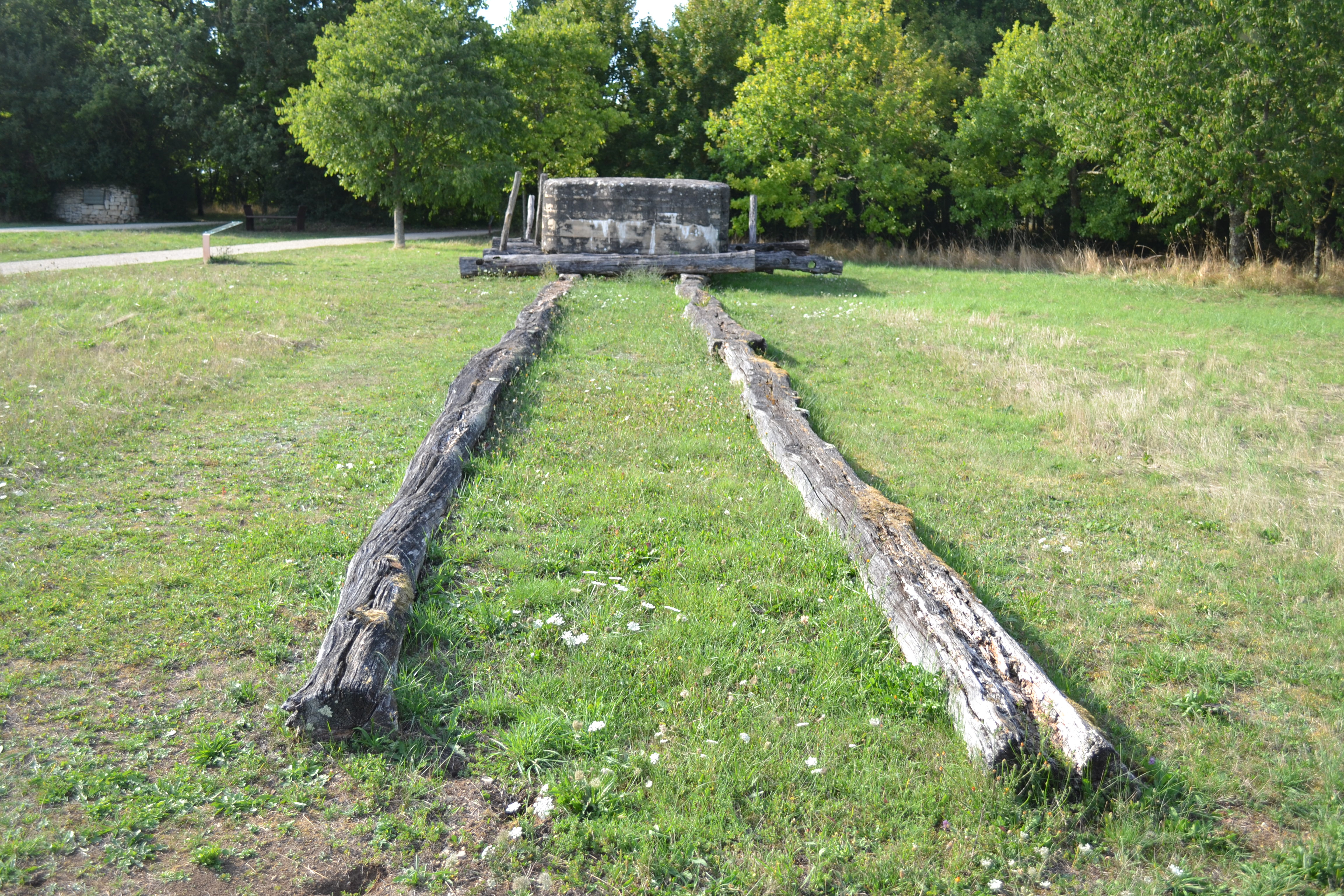
Camí de fusta
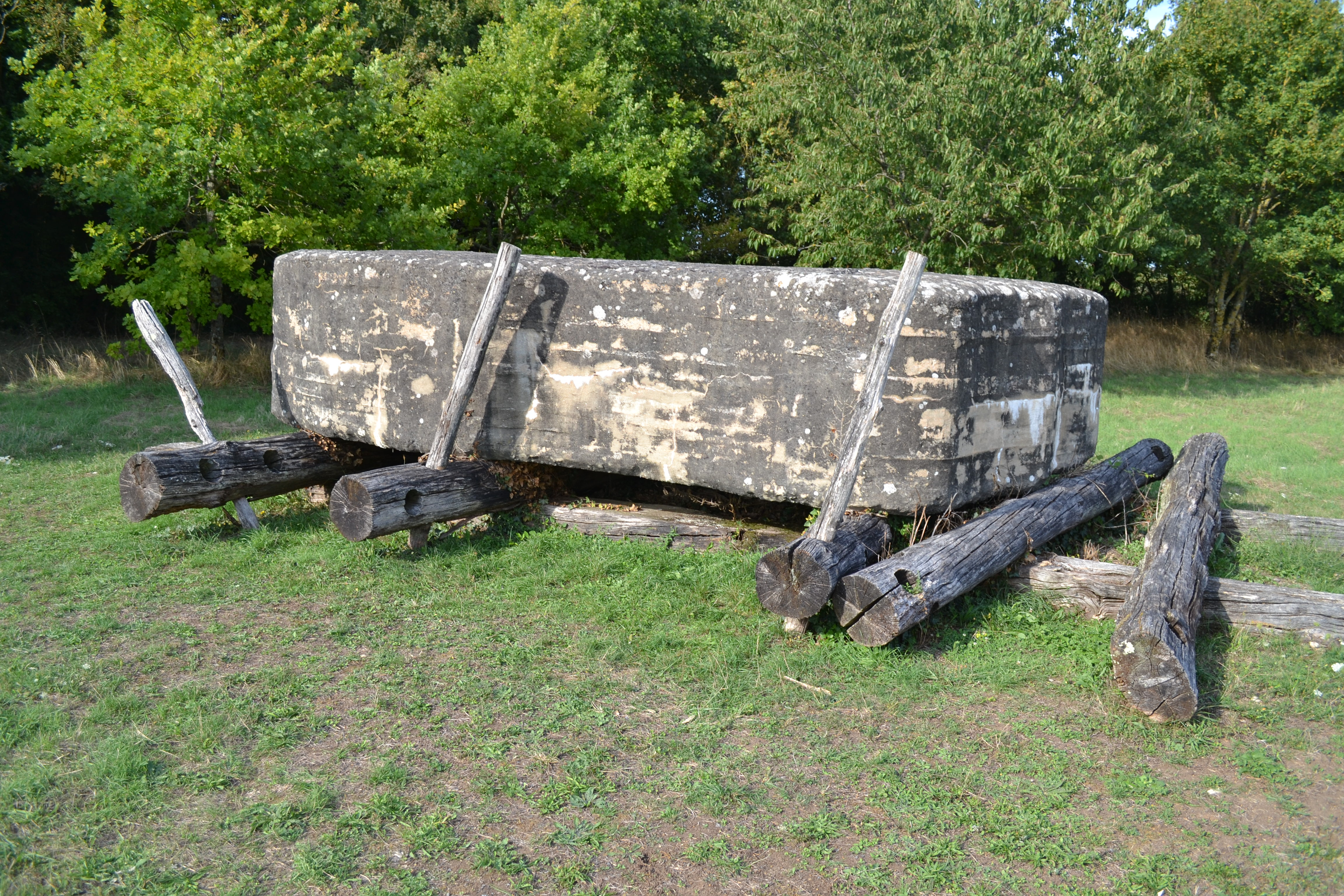
Llosa de prova al seu camí de fusta
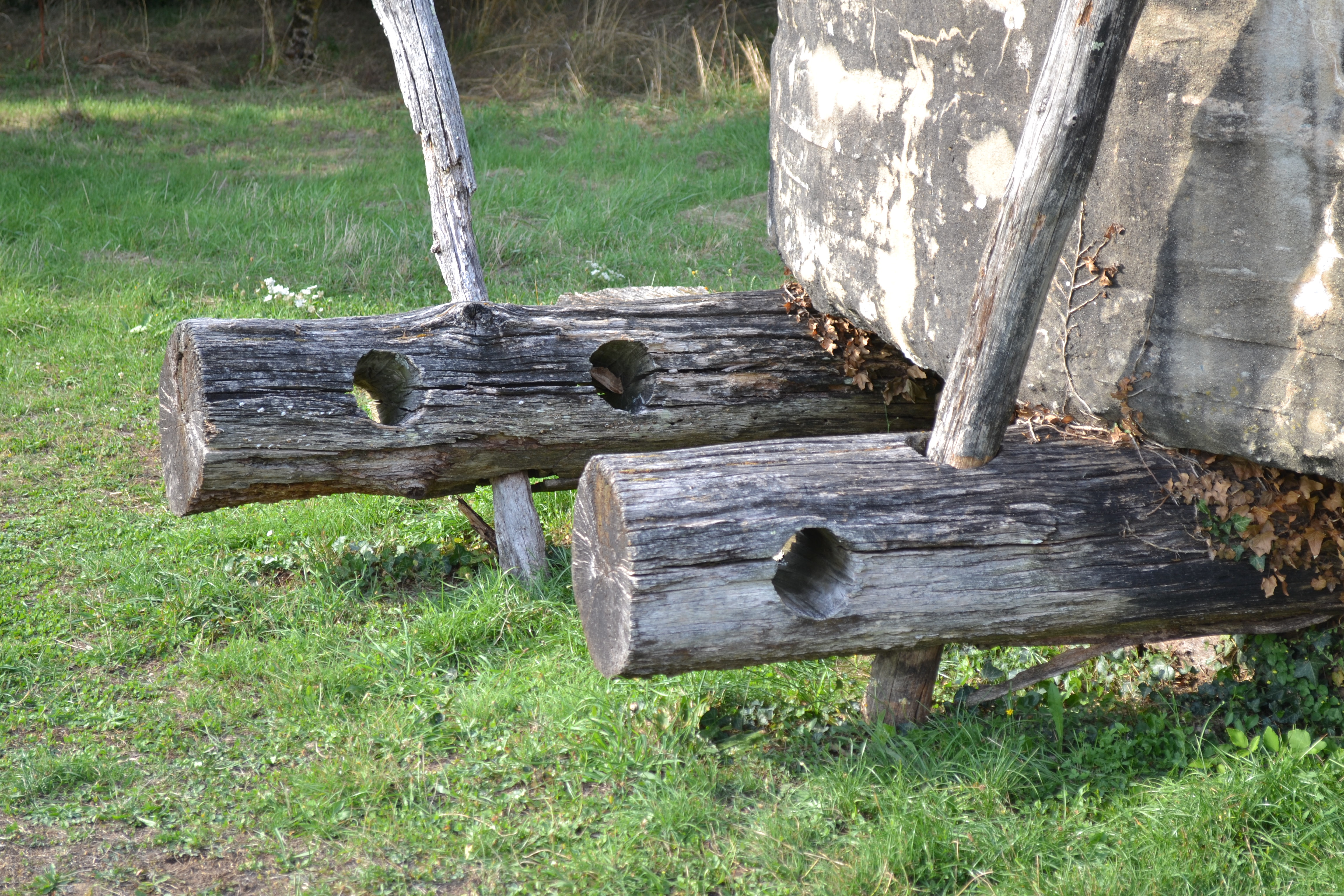
Detalls del sistema protoroda
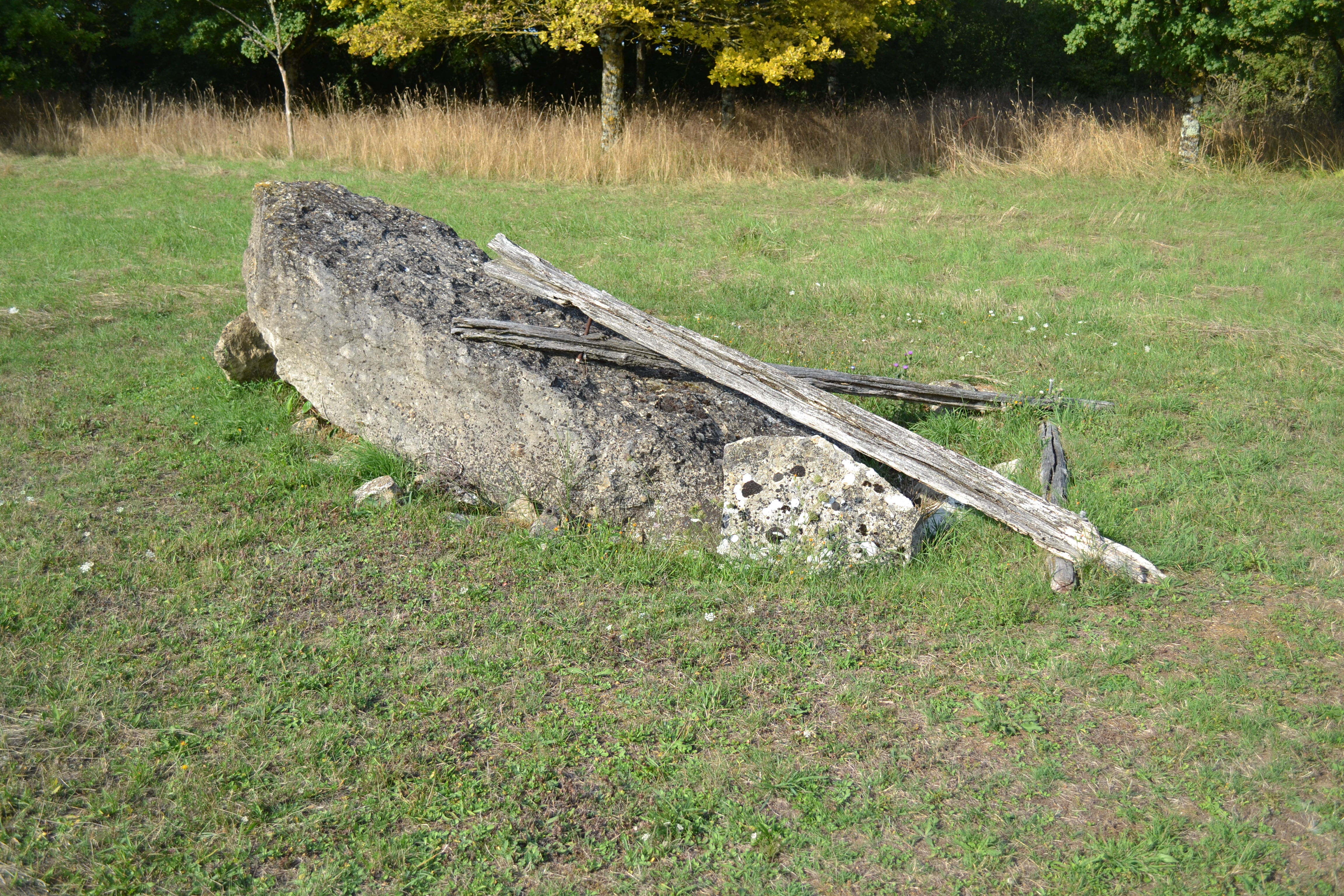
Llosa de l'experiment del 1998